# Sempreverde (scacchi)
|   | a | b | c | d | e | f | g | h |   |
| 8 | a8 torre del nero · c8 alfiere del nero · d8 donna del nero · e8 re del nero · g8 cavallo del nero · h8 torre del nero · a7 pedone del nero · b7 pedone del nero · c7 pedone del nero · d7 pedone del nero · f7 pedone del nero · g7 pedone del nero · h7 pedone del nero · c6 cavallo del nero · a5 alfiere del nero · c4 alfiere del bianco · e4 pedone del bianco · c3 pedone del bianco · d3 pedone del nero · f3 cavallo del bianco · a2 pedone del bianco · f2 pedone del bianco · g2 pedone del bianco · h2 pedone del bianco · a1 torre del bianco · b1 cavallo del bianco · c1 alfiere del bianco · d1 donna del bianco · f1 torre del bianco · g1 re del bianco | a8 torre del nero · c8 alfiere del nero · d8 donna del nero · e8 re del nero · g8 cavallo del nero · h8 torre del nero · a7 pedone del nero · b7 pedone del nero · c7 pedone del nero · d7 pedone del nero · f7 pedone del nero · g7 pedone del nero · h7 pedone del nero · c6 cavallo del nero · a5 alfiere del nero · c4 alfiere del bianco · e4 pedone del bianco · c3 pedone del bianco · d3 pedone del nero · f3 cavallo del bianco · a2 pedone del bianco · f2 pedone del bianco · g2 pedone del bianco · h2 pedone del bianco · a1 torre del bianco · b1 cavallo del bianco · c1 alfiere del bianco · d1 donna del bianco · f1 torre del bianco · g1 re del bianco | a8 torre del nero · c8 alfiere del nero · d8 donna del nero · e8 re del nero · g8 cavallo del nero · h8 torre del nero · a7 pedone del nero · b7 pedone del nero · c7 pedone del nero · d7 pedone del nero · f7 pedone del nero · g7 pedone del nero · h7 pedone del nero · c6 cavallo del nero · a5 alfiere del nero · c4 alfiere del bianco · e4 pedone del bianco · c3 pedone del bianco · d3 pedone del nero · f3 cavallo del bianco · a2 pedone del bianco · f2 pedone del bianco · g2 pedone del bianco · h2 pedone del bianco · a1 torre del bianco · b1 cavallo del bianco · c1 alfiere del bianco · d1 donna del bianco · f1 torre del bianco · g1 re del bianco | a8 torre del nero · c8 alfiere del nero · d8 donna del nero · e8 re del nero · g8 cavallo del nero · h8 torre del nero · a7 pedone del nero · b7 pedone del nero · c7 pedone del nero · d7 pedone del nero · f7 pedone del nero · g7 pedone del nero · h7 pedone del nero · c6 cavallo del nero · a5 alfiere del nero · c4 alfiere del bianco · e4 pedone del bianco · c3 pedone del bianco · d3 pedone del nero · f3 cavallo del bianco · a2 pedone del bianco · f2 pedone del bianco · g2 pedone del bianco · h2 pedone del bianco · a1 torre del bianco · b1 cavallo del bianco · c1 alfiere del bianco · d1 donna del bianco · f1 torre del bianco · g1 re del bianco | a8 torre del nero · c8 alfiere del nero · d8 donna del nero · e8 re del nero · g8 cavallo del nero · h8 torre del nero · a7 pedone del nero · b7 pedone del nero · c7 pedone del nero · d7 pedone del nero · f7 pedone del nero · g7 pedone del nero · h7 pedone del nero · c6 cavallo del nero · a5 alfiere del nero · c4 alfiere del bianco · e4 pedone del bianco · c3 pedone del bianco · d3 pedone del nero · f3 cavallo del bianco · a2 pedone del bianco · f2 pedone del bianco · g2 pedone del bianco · h2 pedone del bianco · a1 torre del bianco · b1 cavallo del bianco · c1 alfiere del bianco · d1 donna del bianco · f1 torre del bianco · g1 re del bianco | a8 torre del nero · c8 alfiere del nero · d8 donna del nero · e8 re del nero · g8 cavallo del nero · h8 torre del nero · a7 pedone del nero · b7 pedone del nero · c7 pedone del nero · d7 pedone del nero · f7 pedone del nero · g7 pedone del nero · h7 pedone del nero · c6 cavallo del nero · a5 alfiere del nero · c4 alfiere del bianco · e4 pedone del bianco · c3 pedone del bianco · d3 pedone del nero · f3 cavallo del bianco · a2 pedone del bianco · f2 pedone del bianco · g2 pedone del bianco · h2 pedone del bianco · a1 torre del bianco · b1 cavallo del bianco · c1 alfiere del bianco · d1 donna del bianco · f1 torre del bianco · g1 re del bianco | a8 torre del nero · c8 alfiere del nero · d8 donna del nero · e8 re del nero · g8 cavallo del nero · h8 torre del nero · a7 pedone del nero · b7 pedone del nero · c7 pedone del nero · d7 pedone del nero · f7 pedone del nero · g7 pedone del nero · h7 pedone del nero · c6 cavallo del nero · a5 alfiere del nero · c4 alfiere del bianco · e4 pedone del bianco · c3 pedone del bianco · d3 pedone del nero · f3 cavallo del bianco · a2 pedone del bianco · f2 pedone del bianco · g2 pedone del bianco · h2 pedone del bianco · a1 torre del bianco · b1 cavallo del bianco · c1 alfiere del bianco · d1 donna del bianco · f1 torre del bianco · g1 re del bianco | a8 torre del nero · c8 alfiere del nero · d8 donna del nero · e8 re del nero · g8 cavallo del nero · h8 torre del nero · a7 pedone del nero · b7 pedone del nero · c7 pedone del nero · d7 pedone del nero · f7 pedone del nero · g7 pedone del nero · h7 pedone del nero · c6 cavallo del nero · a5 alfiere del nero · c4 alfiere del bianco · e4 pedone del bianco · c3 pedone del bianco · d3 pedone del nero · f3 cavallo del bianco · a2 pedone del bianco · f2 pedone del bianco · g2 pedone del bianco · h2 pedone del bianco · a1 torre del bianco · b1 cavallo del bianco · c1 alfiere del bianco · d1 donna del bianco · f1 torre del bianco · g1 re del bianco | 8 |
| 7 | a8 torre del nero · c8 alfiere del nero · d8 donna del nero · e8 re del nero · g8 cavallo del nero · h8 torre del nero · a7 pedone del nero · b7 pedone del nero · c7 pedone del nero · d7 pedone del nero · f7 pedone del nero · g7 pedone del nero · h7 pedone del nero · c6 cavallo del nero · a5 alfiere del nero · c4 alfiere del bianco · e4 pedone del bianco · c3 pedone del bianco · d3 pedone del nero · f3 cavallo del bianco · a2 pedone del bianco · f2 pedone del bianco · g2 pedone del bianco · h2 pedone del bianco · a1 torre del bianco · b1 cavallo del bianco · c1 alfiere del bianco · d1 donna del bianco · f1 torre del bianco · g1 re del bianco | a8 torre del nero · c8 alfiere del nero · d8 donna del nero · e8 re del nero · g8 cavallo del nero · h8 torre del nero · a7 pedone del nero · b7 pedone del nero · c7 pedone del nero · d7 pedone del nero · f7 pedone del nero · g7 pedone del nero · h7 pedone del nero · c6 cavallo del nero · a5 alfiere del nero · c4 alfiere del bianco · e4 pedone del bianco · c3 pedone del bianco · d3 pedone del nero · f3 cavallo del bianco · a2 pedone del bianco · f2 pedone del bianco · g2 pedone del bianco · h2 pedone del bianco · a1 torre del bianco · b1 cavallo del bianco · c1 alfiere del bianco · d1 donna del bianco · f1 torre del bianco · g1 re del bianco | a8 torre del nero · c8 alfiere del nero · d8 donna del nero · e8 re del nero · g8 cavallo del nero · h8 torre del nero · a7 pedone del nero · b7 pedone del nero · c7 pedone del nero · d7 pedone del nero · f7 pedone del nero · g7 pedone del nero · h7 pedone del nero · c6 cavallo del nero · a5 alfiere del nero · c4 alfiere del bianco · e4 pedone del bianco · c3 pedone del bianco · d3 pedone del nero · f3 cavallo del bianco · a2 pedone del bianco · f2 pedone del bianco · g2 pedone del bianco · h2 pedone del bianco · a1 torre del bianco · b1 cavallo del bianco · c1 alfiere del bianco · d1 donna del bianco · f1 torre del bianco · g1 re del bianco | a8 torre del nero · c8 alfiere del nero · d8 donna del nero · e8 re del nero · g8 cavallo del nero · h8 torre del nero · a7 pedone del nero · b7 pedone del nero · c7 pedone del nero · d7 pedone del nero · f7 pedone del nero · g7 pedone del nero · h7 pedone del nero · c6 cavallo del nero · a5 alfiere del nero · c4 alfiere del bianco · e4 pedone del bianco · c3 pedone del bianco · d3 pedone del nero · f3 cavallo del bianco · a2 pedone del bianco · f2 pedone del bianco · g2 pedone del bianco · h2 pedone del bianco · a1 torre del bianco · b1 cavallo del bianco · c1 alfiere del bianco · d1 donna del bianco · f1 torre del bianco · g1 re del bianco | a8 torre del nero · c8 alfiere del nero · d8 donna del nero · e8 re del nero · g8 cavallo del nero · h8 torre del nero · a7 pedone del nero · b7 pedone del nero · c7 pedone del nero · d7 pedone del nero · f7 pedone del nero · g7 pedone del nero · h7 pedone del nero · c6 cavallo del nero · a5 alfiere del nero · c4 alfiere del bianco · e4 pedone del bianco · c3 pedone del bianco · d3 pedone del nero · f3 cavallo del bianco · a2 pedone del bianco · f2 pedone del bianco · g2 pedone del bianco · h2 pedone del bianco · a1 torre del bianco · b1 cavallo del bianco · c1 alfiere del bianco · d1 donna del bianco · f1 torre del bianco · g1 re del bianco | a8 torre del nero · c8 alfiere del nero · d8 donna del nero · e8 re del nero · g8 cavallo del nero · h8 torre del nero · a7 pedone del nero · b7 pedone del nero · c7 pedone del nero · d7 pedone del nero · f7 pedone del nero · g7 pedone del nero · h7 pedone del nero · c6 cavallo del nero · a5 alfiere del nero · c4 alfiere del bianco · e4 pedone del bianco · c3 pedone del bianco · d3 pedone del nero · f3 cavallo del bianco · a2 pedone del bianco · f2 pedone del bianco · g2 pedone del bianco · h2 pedone del bianco · a1 torre del bianco · b1 cavallo del bianco · c1 alfiere del bianco · d1 donna del bianco · f1 torre del bianco · g1 re del bianco | a8 torre del nero · c8 alfiere del nero · d8 donna del nero · e8 re del nero · g8 cavallo del nero · h8 torre del nero · a7 pedone del nero · b7 pedone del nero · c7 pedone del nero · d7 pedone del nero · f7 pedone del nero · g7 pedone del nero · h7 pedone del nero · c6 cavallo del nero · a5 alfiere del nero · c4 alfiere del bianco · e4 pedone del bianco · c3 pedone del bianco · d3 pedone del nero · f3 cavallo del bianco · a2 pedone del bianco · f2 pedone del bianco · g2 pedone del bianco · h2 pedone del bianco · a1 torre del bianco · b1 cavallo del bianco · c1 alfiere del bianco · d1 donna del bianco · f1 torre del bianco · g1 re del bianco | a8 torre del nero · c8 alfiere del nero · d8 donna del nero · e8 re del nero · g8 cavallo del nero · h8 torre del nero · a7 pedone del nero · b7 pedone del nero · c7 pedone del nero · d7 pedone del nero · f7 pedone del nero · g7 pedone del nero · h7 pedone del nero · c6 cavallo del nero · a5 alfiere del nero · c4 alfiere del bianco · e4 pedone del bianco · c3 pedone del bianco · d3 pedone del nero · f3 cavallo del bianco · a2 pedone del bianco · f2 pedone del bianco · g2 pedone del bianco · h2 pedone del bianco · a1 torre del bianco · b1 cavallo del bianco · c1 alfiere del bianco · d1 donna del bianco · f1 torre del bianco · g1 re del bianco | 7 |
| 6 | a8 torre del nero · c8 alfiere del nero · d8 donna del nero · e8 re del nero · g8 cavallo del nero · h8 torre del nero · a7 pedone del nero · b7 pedone del nero · c7 pedone del nero · d7 pedone del nero · f7 pedone del nero · g7 pedone del nero · h7 pedone del nero · c6 cavallo del nero · a5 alfiere del nero · c4 alfiere del bianco · e4 pedone del bianco · c3 pedone del bianco · d3 pedone del nero · f3 cavallo del bianco · a2 pedone del bianco · f2 pedone del bianco · g2 pedone del bianco · h2 pedone del bianco · a1 torre del bianco · b1 cavallo del bianco · c1 alfiere del bianco · d1 donna del bianco · f1 torre del bianco · g1 re del bianco | a8 torre del nero · c8 alfiere del nero · d8 donna del nero · e8 re del nero · g8 cavallo del nero · h8 torre del nero · a7 pedone del nero · b7 pedone del nero · c7 pedone del nero · d7 pedone del nero · f7 pedone del nero · g7 pedone del nero · h7 pedone del nero · c6 cavallo del nero · a5 alfiere del nero · c4 alfiere del bianco · e4 pedone del bianco · c3 pedone del bianco · d3 pedone del nero · f3 cavallo del bianco · a2 pedone del bianco · f2 pedone del bianco · g2 pedone del bianco · h2 pedone del bianco · a1 torre del bianco · b1 cavallo del bianco · c1 alfiere del bianco · d1 donna del bianco · f1 torre del bianco · g1 re del bianco | a8 torre del nero · c8 alfiere del nero · d8 donna del nero · e8 re del nero · g8 cavallo del nero · h8 torre del nero · a7 pedone del nero · b7 pedone del nero · c7 pedone del nero · d7 pedone del nero · f7 pedone del nero · g7 pedone del nero · h7 pedone del nero · c6 cavallo del nero · a5 alfiere del nero · c4 alfiere del bianco · e4 pedone del bianco · c3 pedone del bianco · d3 pedone del nero · f3 cavallo del bianco · a2 pedone del bianco · f2 pedone del bianco · g2 pedone del bianco · h2 pedone del bianco · a1 torre del bianco · b1 cavallo del bianco · c1 alfiere del bianco · d1 donna del bianco · f1 torre del bianco · g1 re del bianco | a8 torre del nero · c8 alfiere del nero · d8 donna del nero · e8 re del nero · g8 cavallo del nero · h8 torre del nero · a7 pedone del nero · b7 pedone del nero · c7 pedone del nero · d7 pedone del nero · f7 pedone del nero · g7 pedone del nero · h7 pedone del nero · c6 cavallo del nero · a5 alfiere del nero · c4 alfiere del bianco · e4 pedone del bianco · c3 pedone del bianco · d3 pedone del nero · f3 cavallo del bianco · a2 pedone del bianco · f2 pedone del bianco · g2 pedone del bianco · h2 pedone del bianco · a1 torre del bianco · b1 cavallo del bianco · c1 alfiere del bianco · d1 donna del bianco · f1 torre del bianco · g1 re del bianco | a8 torre del nero · c8 alfiere del nero · d8 donna del nero · e8 re del nero · g8 cavallo del nero · h8 torre del nero · a7 pedone del nero · b7 pedone del nero · c7 pedone del nero · d7 pedone del nero · f7 pedone del nero · g7 pedone del nero · h7 pedone del nero · c6 cavallo del nero · a5 alfiere del nero · c4 alfiere del bianco · e4 pedone del bianco · c3 pedone del bianco · d3 pedone del nero · f3 cavallo del bianco · a2 pedone del bianco · f2 pedone del bianco · g2 pedone del bianco · h2 pedone del bianco · a1 torre del bianco · b1 cavallo del bianco · c1 alfiere del bianco · d1 donna del bianco · f1 torre del bianco · g1 re del bianco | a8 torre del nero · c8 alfiere del nero · d8 donna del nero · e8 re del nero · g8 cavallo del nero · h8 torre del nero · a7 pedone del nero · b7 pedone del nero · c7 pedone del nero · d7 pedone del nero · f7 pedone del nero · g7 pedone del nero · h7 pedone del nero · c6 cavallo del nero · a5 alfiere del nero · c4 alfiere del bianco · e4 pedone del bianco · c3 pedone del bianco · d3 pedone del nero · f3 cavallo del bianco · a2 pedone del bianco · f2 pedone del bianco · g2 pedone del bianco · h2 pedone del bianco · a1 torre del bianco · b1 cavallo del bianco · c1 alfiere del bianco · d1 donna del bianco · f1 torre del bianco · g1 re del bianco | a8 torre del nero · c8 alfiere del nero · d8 donna del nero · e8 re del nero · g8 cavallo del nero · h8 torre del nero · a7 pedone del nero · b7 pedone del nero · c7 pedone del nero · d7 pedone del nero · f7 pedone del nero · g7 pedone del nero · h7 pedone del nero · c6 cavallo del nero · a5 alfiere del nero · c4 alfiere del bianco · e4 pedone del bianco · c3 pedone del bianco · d3 pedone del nero · f3 cavallo del bianco · a2 pedone del bianco · f2 pedone del bianco · g2 pedone del bianco · h2 pedone del bianco · a1 torre del bianco · b1 cavallo del bianco · c1 alfiere del bianco · d1 donna del bianco · f1 torre del bianco · g1 re del bianco | a8 torre del nero · c8 alfiere del nero · d8 donna del nero · e8 re del nero · g8 cavallo del nero · h8 torre del nero · a7 pedone del nero · b7 pedone del nero · c7 pedone del nero · d7 pedone del nero · f7 pedone del nero · g7 pedone del nero · h7 pedone del nero · c6 cavallo del nero · a5 alfiere del nero · c4 alfiere del bianco · e4 pedone del bianco · c3 pedone del bianco · d3 pedone del nero · f3 cavallo del bianco · a2 pedone del bianco · f2 pedone del bianco · g2 pedone del bianco · h2 pedone del bianco · a1 torre del bianco · b1 cavallo del bianco · c1 alfiere del bianco · d1 donna del bianco · f1 torre del bianco · g1 re del bianco | 6 |
| 5 | a8 torre del nero · c8 alfiere del nero · d8 donna del nero · e8 re del nero · g8 cavallo del nero · h8 torre del nero · a7 pedone del nero · b7 pedone del nero · c7 pedone del nero · d7 pedone del nero · f7 pedone del nero · g7 pedone del nero · h7 pedone del nero · c6 cavallo del nero · a5 alfiere del nero · c4 alfiere del bianco · e4 pedone del bianco · c3 pedone del bianco · d3 pedone del nero · f3 cavallo del bianco · a2 pedone del bianco · f2 pedone del bianco · g2 pedone del bianco · h2 pedone del bianco · a1 torre del bianco · b1 cavallo del bianco · c1 alfiere del bianco · d1 donna del bianco · f1 torre del bianco · g1 re del bianco | a8 torre del nero · c8 alfiere del nero · d8 donna del nero · e8 re del nero · g8 cavallo del nero · h8 torre del nero · a7 pedone del nero · b7 pedone del nero · c7 pedone del nero · d7 pedone del nero · f7 pedone del nero · g7 pedone del nero · h7 pedone del nero · c6 cavallo del nero · a5 alfiere del nero · c4 alfiere del bianco · e4 pedone del bianco · c3 pedone del bianco · d3 pedone del nero · f3 cavallo del bianco · a2 pedone del bianco · f2 pedone del bianco · g2 pedone del bianco · h2 pedone del bianco · a1 torre del bianco · b1 cavallo del bianco · c1 alfiere del bianco · d1 donna del bianco · f1 torre del bianco · g1 re del bianco | a8 torre del nero · c8 alfiere del nero · d8 donna del nero · e8 re del nero · g8 cavallo del nero · h8 torre del nero · a7 pedone del nero · b7 pedone del nero · c7 pedone del nero · d7 pedone del nero · f7 pedone del nero · g7 pedone del nero · h7 pedone del nero · c6 cavallo del nero · a5 alfiere del nero · c4 alfiere del bianco · e4 pedone del bianco · c3 pedone del bianco · d3 pedone del nero · f3 cavallo del bianco · a2 pedone del bianco · f2 pedone del bianco · g2 pedone del bianco · h2 pedone del bianco · a1 torre del bianco · b1 cavallo del bianco · c1 alfiere del bianco · d1 donna del bianco · f1 torre del bianco · g1 re del bianco | a8 torre del nero · c8 alfiere del nero · d8 donna del nero · e8 re del nero · g8 cavallo del nero · h8 torre del nero · a7 pedone del nero · b7 pedone del nero · c7 pedone del nero · d7 pedone del nero · f7 pedone del nero · g7 pedone del nero · h7 pedone del nero · c6 cavallo del nero · a5 alfiere del nero · c4 alfiere del bianco · e4 pedone del bianco · c3 pedone del bianco · d3 pedone del nero · f3 cavallo del bianco · a2 pedone del bianco · f2 pedone del bianco · g2 pedone del bianco · h2 pedone del bianco · a1 torre del bianco · b1 cavallo del bianco · c1 alfiere del bianco · d1 donna del bianco · f1 torre del bianco · g1 re del bianco | a8 torre del nero · c8 alfiere del nero · d8 donna del nero · e8 re del nero · g8 cavallo del nero · h8 torre del nero · a7 pedone del nero · b7 pedone del nero · c7 pedone del nero · d7 pedone del nero · f7 pedone del nero · g7 pedone del nero · h7 pedone del nero · c6 cavallo del nero · a5 alfiere del nero · c4 alfiere del bianco · e4 pedone del bianco · c3 pedone del bianco · d3 pedone del nero · f3 cavallo del bianco · a2 pedone del bianco · f2 pedone del bianco · g2 pedone del bianco · h2 pedone del bianco · a1 torre del bianco · b1 cavallo del bianco · c1 alfiere del bianco · d1 donna del bianco · f1 torre del bianco · g1 re del bianco | a8 torre del nero · c8 alfiere del nero · d8 donna del nero · e8 re del nero · g8 cavallo del nero · h8 torre del nero · a7 pedone del nero · b7 pedone del nero · c7 pedone del nero · d7 pedone del nero · f7 pedone del nero · g7 pedone del nero · h7 pedone del nero · c6 cavallo del nero · a5 alfiere del nero · c4 alfiere del bianco · e4 pedone del bianco · c3 pedone del bianco · d3 pedone del nero · f3 cavallo del bianco · a2 pedone del bianco · f2 pedone del bianco · g2 pedone del bianco · h2 pedone del bianco · a1 torre del bianco · b1 cavallo del bianco · c1 alfiere del bianco · d1 donna del bianco · f1 torre del bianco · g1 re del bianco | a8 torre del nero · c8 alfiere del nero · d8 donna del nero · e8 re del nero · g8 cavallo del nero · h8 torre del nero · a7 pedone del nero · b7 pedone del nero · c7 pedone del nero · d7 pedone del nero · f7 pedone del nero · g7 pedone del nero · h7 pedone del nero · c6 cavallo del nero · a5 alfiere del nero · c4 alfiere del bianco · e4 pedone del bianco · c3 pedone del bianco · d3 pedone del nero · f3 cavallo del bianco · a2 pedone del bianco · f2 pedone del bianco · g2 pedone del bianco · h2 pedone del bianco · a1 torre del bianco · b1 cavallo del bianco · c1 alfiere del bianco · d1 donna del bianco · f1 torre del bianco · g1 re del bianco | a8 torre del nero · c8 alfiere del nero · d8 donna del nero · e8 re del nero · g8 cavallo del nero · h8 torre del nero · a7 pedone del nero · b7 pedone del nero · c7 pedone del nero · d7 pedone del nero · f7 pedone del nero · g7 pedone del nero · h7 pedone del nero · c6 cavallo del nero · a5 alfiere del nero · c4 alfiere del bianco · e4 pedone del bianco · c3 pedone del bianco · d3 pedone del nero · f3 cavallo del bianco · a2 pedone del bianco · f2 pedone del bianco · g2 pedone del bianco · h2 pedone del bianco · a1 torre del bianco · b1 cavallo del bianco · c1 alfiere del bianco · d1 donna del bianco · f1 torre del bianco · g1 re del bianco | 5 |
| 4 | a8 torre del nero · c8 alfiere del nero · d8 donna del nero · e8 re del nero · g8 cavallo del nero · h8 torre del nero · a7 pedone del nero · b7 pedone del nero · c7 pedone del nero · d7 pedone del nero · f7 pedone del nero · g7 pedone del nero · h7 pedone del nero · c6 cavallo del nero · a5 alfiere del nero · c4 alfiere del bianco · e4 pedone del bianco · c3 pedone del bianco · d3 pedone del nero · f3 cavallo del bianco · a2 pedone del bianco · f2 pedone del bianco · g2 pedone del bianco · h2 pedone del bianco · a1 torre del bianco · b1 cavallo del bianco · c1 alfiere del bianco · d1 donna del bianco · f1 torre del bianco · g1 re del bianco | a8 torre del nero · c8 alfiere del nero · d8 donna del nero · e8 re del nero · g8 cavallo del nero · h8 torre del nero · a7 pedone del nero · b7 pedone del nero · c7 pedone del nero · d7 pedone del nero · f7 pedone del nero · g7 pedone del nero · h7 pedone del nero · c6 cavallo del nero · a5 alfiere del nero · c4 alfiere del bianco · e4 pedone del bianco · c3 pedone del bianco · d3 pedone del nero · f3 cavallo del bianco · a2 pedone del bianco · f2 pedone del bianco · g2 pedone del bianco · h2 pedone del bianco · a1 torre del bianco · b1 cavallo del bianco · c1 alfiere del bianco · d1 donna del bianco · f1 torre del bianco · g1 re del bianco | a8 torre del nero · c8 alfiere del nero · d8 donna del nero · e8 re del nero · g8 cavallo del nero · h8 torre del nero · a7 pedone del nero · b7 pedone del nero · c7 pedone del nero · d7 pedone del nero · f7 pedone del nero · g7 pedone del nero · h7 pedone del nero · c6 cavallo del nero · a5 alfiere del nero · c4 alfiere del bianco · e4 pedone del bianco · c3 pedone del bianco · d3 pedone del nero · f3 cavallo del bianco · a2 pedone del bianco · f2 pedone del bianco · g2 pedone del bianco · h2 pedone del bianco · a1 torre del bianco · b1 cavallo del bianco · c1 alfiere del bianco · d1 donna del bianco · f1 torre del bianco · g1 re del bianco | a8 torre del nero · c8 alfiere del nero · d8 donna del nero · e8 re del nero · g8 cavallo del nero · h8 torre del nero · a7 pedone del nero · b7 pedone del nero · c7 pedone del nero · d7 pedone del nero · f7 pedone del nero · g7 pedone del nero · h7 pedone del nero · c6 cavallo del nero · a5 alfiere del nero · c4 alfiere del bianco · e4 pedone del bianco · c3 pedone del bianco · d3 pedone del nero · f3 cavallo del bianco · a2 pedone del bianco · f2 pedone del bianco · g2 pedone del bianco · h2 pedone del bianco · a1 torre del bianco · b1 cavallo del bianco · c1 alfiere del bianco · d1 donna del bianco · f1 torre del bianco · g1 re del bianco | a8 torre del nero · c8 alfiere del nero · d8 donna del nero · e8 re del nero · g8 cavallo del nero · h8 torre del nero · a7 pedone del nero · b7 pedone del nero · c7 pedone del nero · d7 pedone del nero · f7 pedone del nero · g7 pedone del nero · h7 pedone del nero · c6 cavallo del nero · a5 alfiere del nero · c4 alfiere del bianco · e4 pedone del bianco · c3 pedone del bianco · d3 pedone del nero · f3 cavallo del bianco · a2 pedone del bianco · f2 pedone del bianco · g2 pedone del bianco · h2 pedone del bianco · a1 torre del bianco · b1 cavallo del bianco · c1 alfiere del bianco · d1 donna del bianco · f1 torre del bianco · g1 re del bianco | a8 torre del nero · c8 alfiere del nero · d8 donna del nero · e8 re del nero · g8 cavallo del nero · h8 torre del nero · a7 pedone del nero · b7 pedone del nero · c7 pedone del nero · d7 pedone del nero · f7 pedone del nero · g7 pedone del nero · h7 pedone del nero · c6 cavallo del nero · a5 alfiere del nero · c4 alfiere del bianco · e4 pedone del bianco · c3 pedone del bianco · d3 pedone del nero · f3 cavallo del bianco · a2 pedone del bianco · f2 pedone del bianco · g2 pedone del bianco · h2 pedone del bianco · a1 torre del bianco · b1 cavallo del bianco · c1 alfiere del bianco · d1 donna del bianco · f1 torre del bianco · g1 re del bianco | a8 torre del nero · c8 alfiere del nero · d8 donna del nero · e8 re del nero · g8 cavallo del nero · h8 torre del nero · a7 pedone del nero · b7 pedone del nero · c7 pedone del nero · d7 pedone del nero · f7 pedone del nero · g7 pedone del nero · h7 pedone del nero · c6 cavallo del nero · a5 alfiere del nero · c4 alfiere del bianco · e4 pedone del bianco · c3 pedone del bianco · d3 pedone del nero · f3 cavallo del bianco · a2 pedone del bianco · f2 pedone del bianco · g2 pedone del bianco · h2 pedone del bianco · a1 torre del bianco · b1 cavallo del bianco · c1 alfiere del bianco · d1 donna del bianco · f1 torre del bianco · g1 re del bianco | a8 torre del nero · c8 alfiere del nero · d8 donna del nero · e8 re del nero · g8 cavallo del nero · h8 torre del nero · a7 pedone del nero · b7 pedone del nero · c7 pedone del nero · d7 pedone del nero · f7 pedone del nero · g7 pedone del nero · h7 pedone del nero · c6 cavallo del nero · a5 alfiere del nero · c4 alfiere del bianco · e4 pedone del bianco · c3 pedone del bianco · d3 pedone del nero · f3 cavallo del bianco · a2 pedone del bianco · f2 pedone del bianco · g2 pedone del bianco · h2 pedone del bianco · a1 torre del bianco · b1 cavallo del bianco · c1 alfiere del bianco · d1 donna del bianco · f1 torre del bianco · g1 re del bianco | 4 |
| 3 | a8 torre del nero · c8 alfiere del nero · d8 donna del nero · e8 re del nero · g8 cavallo del nero · h8 torre del nero · a7 pedone del nero · b7 pedone del nero · c7 pedone del nero · d7 pedone del nero · f7 pedone del nero · g7 pedone del nero · h7 pedone del nero · c6 cavallo del nero · a5 alfiere del nero · c4 alfiere del bianco · e4 pedone del bianco · c3 pedone del bianco · d3 pedone del nero · f3 cavallo del bianco · a2 pedone del bianco · f2 pedone del bianco · g2 pedone del bianco · h2 pedone del bianco · a1 torre del bianco · b1 cavallo del bianco · c1 alfiere del bianco · d1 donna del bianco · f1 torre del bianco · g1 re del bianco | a8 torre del nero · c8 alfiere del nero · d8 donna del nero · e8 re del nero · g8 cavallo del nero · h8 torre del nero · a7 pedone del nero · b7 pedone del nero · c7 pedone del nero · d7 pedone del nero · f7 pedone del nero · g7 pedone del nero · h7 pedone del nero · c6 cavallo del nero · a5 alfiere del nero · c4 alfiere del bianco · e4 pedone del bianco · c3 pedone del bianco · d3 pedone del nero · f3 cavallo del bianco · a2 pedone del bianco · f2 pedone del bianco · g2 pedone del bianco · h2 pedone del bianco · a1 torre del bianco · b1 cavallo del bianco · c1 alfiere del bianco · d1 donna del bianco · f1 torre del bianco · g1 re del bianco | a8 torre del nero · c8 alfiere del nero · d8 donna del nero · e8 re del nero · g8 cavallo del nero · h8 torre del nero · a7 pedone del nero · b7 pedone del nero · c7 pedone del nero · d7 pedone del nero · f7 pedone del nero · g7 pedone del nero · h7 pedone del nero · c6 cavallo del nero · a5 alfiere del nero · c4 alfiere del bianco · e4 pedone del bianco · c3 pedone del bianco · d3 pedone del nero · f3 cavallo del bianco · a2 pedone del bianco · f2 pedone del bianco · g2 pedone del bianco · h2 pedone del bianco · a1 torre del bianco · b1 cavallo del bianco · c1 alfiere del bianco · d1 donna del bianco · f1 torre del bianco · g1 re del bianco | a8 torre del nero · c8 alfiere del nero · d8 donna del nero · e8 re del nero · g8 cavallo del nero · h8 torre del nero · a7 pedone del nero · b7 pedone del nero · c7 pedone del nero · d7 pedone del nero · f7 pedone del nero · g7 pedone del nero · h7 pedone del nero · c6 cavallo del nero · a5 alfiere del nero · c4 alfiere del bianco · e4 pedone del bianco · c3 pedone del bianco · d3 pedone del nero · f3 cavallo del bianco · a2 pedone del bianco · f2 pedone del bianco · g2 pedone del bianco · h2 pedone del bianco · a1 torre del bianco · b1 cavallo del bianco · c1 alfiere del bianco · d1 donna del bianco · f1 torre del bianco · g1 re del bianco | a8 torre del nero · c8 alfiere del nero · d8 donna del nero · e8 re del nero · g8 cavallo del nero · h8 torre del nero · a7 pedone del nero · b7 pedone del nero · c7 pedone del nero · d7 pedone del nero · f7 pedone del nero · g7 pedone del nero · h7 pedone del nero · c6 cavallo del nero · a5 alfiere del nero · c4 alfiere del bianco · e4 pedone del bianco · c3 pedone del bianco · d3 pedone del nero · f3 cavallo del bianco · a2 pedone del bianco · f2 pedone del bianco · g2 pedone del bianco · h2 pedone del bianco · a1 torre del bianco · b1 cavallo del bianco · c1 alfiere del bianco · d1 donna del bianco · f1 torre del bianco · g1 re del bianco | a8 torre del nero · c8 alfiere del nero · d8 donna del nero · e8 re del nero · g8 cavallo del nero · h8 torre del nero · a7 pedone del nero · b7 pedone del nero · c7 pedone del nero · d7 pedone del nero · f7 pedone del nero · g7 pedone del nero · h7 pedone del nero · c6 cavallo del nero · a5 alfiere del nero · c4 alfiere del bianco · e4 pedone del bianco · c3 pedone del bianco · d3 pedone del nero · f3 cavallo del bianco · a2 pedone del bianco · f2 pedone del bianco · g2 pedone del bianco · h2 pedone del bianco · a1 torre del bianco · b1 cavallo del bianco · c1 alfiere del bianco · d1 donna del bianco · f1 torre del bianco · g1 re del bianco | a8 torre del nero · c8 alfiere del nero · d8 donna del nero · e8 re del nero · g8 cavallo del nero · h8 torre del nero · a7 pedone del nero · b7 pedone del nero · c7 pedone del nero · d7 pedone del nero · f7 pedone del nero · g7 pedone del nero · h7 pedone del nero · c6 cavallo del nero · a5 alfiere del nero · c4 alfiere del bianco · e4 pedone del bianco · c3 pedone del bianco · d3 pedone del nero · f3 cavallo del bianco · a2 pedone del bianco · f2 pedone del bianco · g2 pedone del bianco · h2 pedone del bianco · a1 torre del bianco · b1 cavallo del bianco · c1 alfiere del bianco · d1 donna del bianco · f1 torre del bianco · g1 re del bianco | a8 torre del nero · c8 alfiere del nero · d8 donna del nero · e8 re del nero · g8 cavallo del nero · h8 torre del nero · a7 pedone del nero · b7 pedone del nero · c7 pedone del nero · d7 pedone del nero · f7 pedone del nero · g7 pedone del nero · h7 pedone del nero · c6 cavallo del nero · a5 alfiere del nero · c4 alfiere del bianco · e4 pedone del bianco · c3 pedone del bianco · d3 pedone del nero · f3 cavallo del bianco · a2 pedone del bianco · f2 pedone del bianco · g2 pedone del bianco · h2 pedone del bianco · a1 torre del bianco · b1 cavallo del bianco · c1 alfiere del bianco · d1 donna del bianco · f1 torre del bianco · g1 re del bianco | 3 |
| 2 | a8 torre del nero · c8 alfiere del nero · d8 donna del nero · e8 re del nero · g8 cavallo del nero · h8 torre del nero · a7 pedone del nero · b7 pedone del nero · c7 pedone del nero · d7 pedone del nero · f7 pedone del nero · g7 pedone del nero · h7 pedone del nero · c6 cavallo del nero · a5 alfiere del nero · c4 alfiere del bianco · e4 pedone del bianco · c3 pedone del bianco · d3 pedone del nero · f3 cavallo del bianco · a2 pedone del bianco · f2 pedone del bianco · g2 pedone del bianco · h2 pedone del bianco · a1 torre del bianco · b1 cavallo del bianco · c1 alfiere del bianco · d1 donna del bianco · f1 torre del bianco · g1 re del bianco | a8 torre del nero · c8 alfiere del nero · d8 donna del nero · e8 re del nero · g8 cavallo del nero · h8 torre del nero · a7 pedone del nero · b7 pedone del nero · c7 pedone del nero · d7 pedone del nero · f7 pedone del nero · g7 pedone del nero · h7 pedone del nero · c6 cavallo del nero · a5 alfiere del nero · c4 alfiere del bianco · e4 pedone del bianco · c3 pedone del bianco · d3 pedone del nero · f3 cavallo del bianco · a2 pedone del bianco · f2 pedone del bianco · g2 pedone del bianco · h2 pedone del bianco · a1 torre del bianco · b1 cavallo del bianco · c1 alfiere del bianco · d1 donna del bianco · f1 torre del bianco · g1 re del bianco | a8 torre del nero · c8 alfiere del nero · d8 donna del nero · e8 re del nero · g8 cavallo del nero · h8 torre del nero · a7 pedone del nero · b7 pedone del nero · c7 pedone del nero · d7 pedone del nero · f7 pedone del nero · g7 pedone del nero · h7 pedone del nero · c6 cavallo del nero · a5 alfiere del nero · c4 alfiere del bianco · e4 pedone del bianco · c3 pedone del bianco · d3 pedone del nero · f3 cavallo del bianco · a2 pedone del bianco · f2 pedone del bianco · g2 pedone del bianco · h2 pedone del bianco · a1 torre del bianco · b1 cavallo del bianco · c1 alfiere del bianco · d1 donna del bianco · f1 torre del bianco · g1 re del bianco | a8 torre del nero · c8 alfiere del nero · d8 donna del nero · e8 re del nero · g8 cavallo del nero · h8 torre del nero · a7 pedone del nero · b7 pedone del nero · c7 pedone del nero · d7 pedone del nero · f7 pedone del nero · g7 pedone del nero · h7 pedone del nero · c6 cavallo del nero · a5 alfiere del nero · c4 alfiere del bianco · e4 pedone del bianco · c3 pedone del bianco · d3 pedone del nero · f3 cavallo del bianco · a2 pedone del bianco · f2 pedone del bianco · g2 pedone del bianco · h2 pedone del bianco · a1 torre del bianco · b1 cavallo del bianco · c1 alfiere del bianco · d1 donna del bianco · f1 torre del bianco · g1 re del bianco | a8 torre del nero · c8 alfiere del nero · d8 donna del nero · e8 re del nero · g8 cavallo del nero · h8 torre del nero · a7 pedone del nero · b7 pedone del nero · c7 pedone del nero · d7 pedone del nero · f7 pedone del nero · g7 pedone del nero · h7 pedone del nero · c6 cavallo del nero · a5 alfiere del nero · c4 alfiere del bianco · e4 pedone del bianco · c3 pedone del bianco · d3 pedone del nero · f3 cavallo del bianco · a2 pedone del bianco · f2 pedone del bianco · g2 pedone del bianco · h2 pedone del bianco · a1 torre del bianco · b1 cavallo del bianco · c1 alfiere del bianco · d1 donna del bianco · f1 torre del bianco · g1 re del bianco | a8 torre del nero · c8 alfiere del nero · d8 donna del nero · e8 re del nero · g8 cavallo del nero · h8 torre del nero · a7 pedone del nero · b7 pedone del nero · c7 pedone del nero · d7 pedone del nero · f7 pedone del nero · g7 pedone del nero · h7 pedone del nero · c6 cavallo del nero · a5 alfiere del nero · c4 alfiere del bianco · e4 pedone del bianco · c3 pedone del bianco · d3 pedone del nero · f3 cavallo del bianco · a2 pedone del bianco · f2 pedone del bianco · g2 pedone del bianco · h2 pedone del bianco · a1 torre del bianco · b1 cavallo del bianco · c1 alfiere del bianco · d1 donna del bianco · f1 torre del bianco · g1 re del bianco | a8 torre del nero · c8 alfiere del nero · d8 donna del nero · e8 re del nero · g8 cavallo del nero · h8 torre del nero · a7 pedone del nero · b7 pedone del nero · c7 pedone del nero · d7 pedone del nero · f7 pedone del nero · g7 pedone del nero · h7 pedone del nero · c6 cavallo del nero · a5 alfiere del nero · c4 alfiere del bianco · e4 pedone del bianco · c3 pedone del bianco · d3 pedone del nero · f3 cavallo del bianco · a2 pedone del bianco · f2 pedone del bianco · g2 pedone del bianco · h2 pedone del bianco · a1 torre del bianco · b1 cavallo del bianco · c1 alfiere del bianco · d1 donna del bianco · f1 torre del bianco · g1 re del bianco | a8 torre del nero · c8 alfiere del nero · d8 donna del nero · e8 re del nero · g8 cavallo del nero · h8 torre del nero · a7 pedone del nero · b7 pedone del nero · c7 pedone del nero · d7 pedone del nero · f7 pedone del nero · g7 pedone del nero · h7 pedone del nero · c6 cavallo del nero · a5 alfiere del nero · c4 alfiere del bianco · e4 pedone del bianco · c3 pedone del bianco · d3 pedone del nero · f3 cavallo del bianco · a2 pedone del bianco · f2 pedone del bianco · g2 pedone del bianco · h2 pedone del bianco · a1 torre del bianco · b1 cavallo del bianco · c1 alfiere del bianco · d1 donna del bianco · f1 torre del bianco · g1 re del bianco | 2 |
| 1 | a8 torre del nero · c8 alfiere del nero · d8 donna del nero · e8 re del nero · g8 cavallo del nero · h8 torre del nero · a7 pedone del nero · b7 pedone del nero · c7 pedone del nero · d7 pedone del nero · f7 pedone del nero · g7 pedone del nero · h7 pedone del nero · c6 cavallo del nero · a5 alfiere del nero · c4 alfiere del bianco · e4 pedone del bianco · c3 pedone del bianco · d3 pedone del nero · f3 cavallo del bianco · a2 pedone del bianco · f2 pedone del bianco · g2 pedone del bianco · h2 pedone del bianco · a1 torre del bianco · b1 cavallo del bianco · c1 alfiere del bianco · d1 donna del bianco · f1 torre del bianco · g1 re del bianco | a8 torre del nero · c8 alfiere del nero · d8 donna del nero · e8 re del nero · g8 cavallo del nero · h8 torre del nero · a7 pedone del nero · b7 pedone del nero · c7 pedone del nero · d7 pedone del nero · f7 pedone del nero · g7 pedone del nero · h7 pedone del nero · c6 cavallo del nero · a5 alfiere del nero · c4 alfiere del bianco · e4 pedone del bianco · c3 pedone del bianco · d3 pedone del nero · f3 cavallo del bianco · a2 pedone del bianco · f2 pedone del bianco · g2 pedone del bianco · h2 pedone del bianco · a1 torre del bianco · b1 cavallo del bianco · c1 alfiere del bianco · d1 donna del bianco · f1 torre del bianco · g1 re del bianco | a8 torre del nero · c8 alfiere del nero · d8 donna del nero · e8 re del nero · g8 cavallo del nero · h8 torre del nero · a7 pedone del nero · b7 pedone del nero · c7 pedone del nero · d7 pedone del nero · f7 pedone del nero · g7 pedone del nero · h7 pedone del nero · c6 cavallo del nero · a5 alfiere del nero · c4 alfiere del bianco · e4 pedone del bianco · c3 pedone del bianco · d3 pedone del nero · f3 cavallo del bianco · a2 pedone del bianco · f2 pedone del bianco · g2 pedone del bianco · h2 pedone del bianco · a1 torre del bianco · b1 cavallo del bianco · c1 alfiere del bianco · d1 donna del bianco · f1 torre del bianco · g1 re del bianco | a8 torre del nero · c8 alfiere del nero · d8 donna del nero · e8 re del nero · g8 cavallo del nero · h8 torre del nero · a7 pedone del nero · b7 pedone del nero · c7 pedone del nero · d7 pedone del nero · f7 pedone del nero · g7 pedone del nero · h7 pedone del nero · c6 cavallo del nero · a5 alfiere del nero · c4 alfiere del bianco · e4 pedone del bianco · c3 pedone del bianco · d3 pedone del nero · f3 cavallo del bianco · a2 pedone del bianco · f2 pedone del bianco · g2 pedone del bianco · h2 pedone del bianco · a1 torre del bianco · b1 cavallo del bianco · c1 alfiere del bianco · d1 donna del bianco · f1 torre del bianco · g1 re del bianco | a8 torre del nero · c8 alfiere del nero · d8 donna del nero · e8 re del nero · g8 cavallo del nero · h8 torre del nero · a7 pedone del nero · b7 pedone del nero · c7 pedone del nero · d7 pedone del nero · f7 pedone del nero · g7 pedone del nero · h7 pedone del nero · c6 cavallo del nero · a5 alfiere del nero · c4 alfiere del bianco · e4 pedone del bianco · c3 pedone del bianco · d3 pedone del nero · f3 cavallo del bianco · a2 pedone del bianco · f2 pedone del bianco · g2 pedone del bianco · h2 pedone del bianco · a1 torre del bianco · b1 cavallo del bianco · c1 alfiere del bianco · d1 donna del bianco · f1 torre del bianco · g1 re del bianco | a8 torre del nero · c8 alfiere del nero · d8 donna del nero · e8 re del nero · g8 cavallo del nero · h8 torre del nero · a7 pedone del nero · b7 pedone del nero · c7 pedone del nero · d7 pedone del nero · f7 pedone del nero · g7 pedone del nero · h7 pedone del nero · c6 cavallo del nero · a5 alfiere del nero · c4 alfiere del bianco · e4 pedone del bianco · c3 pedone del bianco · d3 pedone del nero · f3 cavallo del bianco · a2 pedone del bianco · f2 pedone del bianco · g2 pedone del bianco · h2 pedone del bianco · a1 torre del bianco · b1 cavallo del bianco · c1 alfiere del bianco · d1 donna del bianco · f1 torre del bianco · g1 re del bianco | a8 torre del nero · c8 alfiere del nero · d8 donna del nero · e8 re del nero · g8 cavallo del nero · h8 torre del nero · a7 pedone del nero · b7 pedone del nero · c7 pedone del nero · d7 pedone del nero · f7 pedone del nero · g7 pedone del nero · h7 pedone del nero · c6 cavallo del nero · a5 alfiere del nero · c4 alfiere del bianco · e4 pedone del bianco · c3 pedone del bianco · d3 pedone del nero · f3 cavallo del bianco · a2 pedone del bianco · f2 pedone del bianco · g2 pedone del bianco · h2 pedone del bianco · a1 torre del bianco · b1 cavallo del bianco · c1 alfiere del bianco · d1 donna del bianco · f1 torre del bianco · g1 re del bianco | a8 torre del nero · c8 alfiere del nero · d8 donna del nero · e8 re del nero · g8 cavallo del nero · h8 torre del nero · a7 pedone del nero · b7 pedone del nero · c7 pedone del nero · d7 pedone del nero · f7 pedone del nero · g7 pedone del nero · h7 pedone del nero · c6 cavallo del nero · a5 alfiere del nero · c4 alfiere del bianco · e4 pedone del bianco · c3 pedone del bianco · d3 pedone del nero · f3 cavallo del bianco · a2 pedone del bianco · f2 pedone del bianco · g2 pedone del bianco · h2 pedone del bianco · a1 torre del bianco · b1 cavallo del bianco · c1 alfiere del bianco · d1 donna del bianco · f1 torre del bianco · g1 re del bianco | 1 |
|   | a | b | c | d | e | f | g | h |   |

La Sempreverde è una famosa partita di scacchi giocata nel 1852 tra Adolf Anderssen e Jean Dufresne.
Come tante altre diventate pietre miliari della storia degli scacchi, questa partita fu informale. Il nome deriva da una considerazione di Wilhelm Steinitz, che definì la partita come "sempreverde nella corona d'alloro di Anderssen". Il vocabolo tedesco Immergrün (sempreverde) usato da Steinitz in realtà si riferisce ad una specifica pianta sempreverde, la pervinca. Nella traduzione francese, "La toujours jeune" ("La partita sempre giovane") il senso simbolico della definizione di Steinitz risulta più chiaro.

## La partita
1.e4 e5 2.Cf3 Cc6 3.Ac4 Ac5 4.b4
Questo è il "Gambetto Evans", un'apertura popolare nel XIX secolo ed in certe occasioni riproposta di recente. Il bianco rinuncia a del vantaggio materiale per guadagnare un vantaggio di sviluppo dei pezzi.
4…Axb4 5.c3 Aa5 6.d4 exd4 7.0-0 d3?!
Questa non è considerata una buona risposta. Delle alternative potevano essere 7…dxc3 o 7…d6.
8.Db3!?
Attacca immediatamente il pedone f7, ma il Maestro FIDE Graham Burgess suggerisce invece 8.Te1.
8…Df6 9.e5 Dg6
Il pedone bianco in e5 non può essere catturato: se 9…Cxe5, segue 10.Te1 d6 11.Da4+ con forchetta al re e all'alfiere guadagnando un pezzo.
10.Te1! Cge7 11.Aa3 b5?!
Invece di difendere le sue posizioni, il Nero offre un contro-sacrificio per attivare la sua torre di donna guadagnando tempo. Burgess suggerisce invece 11…a6 per consentire in seguito al pedone b di avanzare.
12.Dxb5 Tb8 13.Da4 Ab6
Il Nero non può arroccare adesso per 14.Axe7 che guadagnerebbe un pezzo, dato che il cavallo in c6 non può difendere contemporaneamente quello in e7 e l'alfiere in a5.
14.Cbd2 Ab7 15.Ce4 Df5? 16.Axd3 Dh5 17.Cf6+!?
Questo è un bellissimo sacrificio, sebbene Burgess noti che 17.Cg3 Dh6 18.Ac1 De6 19.Ac4 guadagni materiale in modo molto più semplice.
17…gxf6 18.exf6 Tg8 19.Tad1 Dxf3?
Dopo 19…Dxf3, la donna nera non può essere presa perché la torre in g8 inchioda il pedone bianco in g2. Il Nero minaccia ora di prendere sia in f2 che in g2, entrambe minacce notevoli al re bianco. Una risorsa devastante è comunque ancora disponibile.
20.Txe7+! Cxe7
La risposta alternativa più passiva 20…Rd8 avrebbe prolungato la lotta per un po', ma dopo 21.Txd7+ Rc8 22. Td8+ (22…Txd8 23.gxf3 +-) Rxd8 23.Af5+ Dxd1 24.Dxd1+ Cd4 25.g3 il Bianco sta meglio.
21.Dxd7+! Rxd7 22.Af5+
Lo scacco doppio è sempre pericoloso perché costringe il re a muoversi. Qui oltre che pericoloso è decisivo.
22…Re8 (22…Rc6 perde per 23.Ad7 scacco matto) 23.Ad7+ Rf8 24.Axe7# 1-0 (23…Rd8 subisce matto da 24.Axe7# o 24.fxe7#)
|   | a | b | c | d | e | f | g | h |   |
| 8 | a8 torre del nero · c8 alfiere del nero · e8 re del nero · g8 cavallo del nero · h8 torre del nero · a7 pedone del nero · b7 pedone del nero · c7 pedone del nero · d7 pedone del nero · f7 pedone del nero · g7 pedone del nero · h7 pedone del nero · c6 cavallo del nero · g6 donna del nero · a5 alfiere del nero · e5 pedone del bianco · c4 alfiere del bianco · b3 donna del bianco · c3 pedone del bianco · d3 pedone del nero · f3 cavallo del bianco · a2 pedone del bianco · f2 pedone del bianco · g2 pedone del bianco · h2 pedone del bianco · a1 torre del bianco · b1 cavallo del bianco · c1 alfiere del bianco · e1 torre del bianco · g1 re del bianco | a8 torre del nero · c8 alfiere del nero · e8 re del nero · g8 cavallo del nero · h8 torre del nero · a7 pedone del nero · b7 pedone del nero · c7 pedone del nero · d7 pedone del nero · f7 pedone del nero · g7 pedone del nero · h7 pedone del nero · c6 cavallo del nero · g6 donna del nero · a5 alfiere del nero · e5 pedone del bianco · c4 alfiere del bianco · b3 donna del bianco · c3 pedone del bianco · d3 pedone del nero · f3 cavallo del bianco · a2 pedone del bianco · f2 pedone del bianco · g2 pedone del bianco · h2 pedone del bianco · a1 torre del bianco · b1 cavallo del bianco · c1 alfiere del bianco · e1 torre del bianco · g1 re del bianco | a8 torre del nero · c8 alfiere del nero · e8 re del nero · g8 cavallo del nero · h8 torre del nero · a7 pedone del nero · b7 pedone del nero · c7 pedone del nero · d7 pedone del nero · f7 pedone del nero · g7 pedone del nero · h7 pedone del nero · c6 cavallo del nero · g6 donna del nero · a5 alfiere del nero · e5 pedone del bianco · c4 alfiere del bianco · b3 donna del bianco · c3 pedone del bianco · d3 pedone del nero · f3 cavallo del bianco · a2 pedone del bianco · f2 pedone del bianco · g2 pedone del bianco · h2 pedone del bianco · a1 torre del bianco · b1 cavallo del bianco · c1 alfiere del bianco · e1 torre del bianco · g1 re del bianco | a8 torre del nero · c8 alfiere del nero · e8 re del nero · g8 cavallo del nero · h8 torre del nero · a7 pedone del nero · b7 pedone del nero · c7 pedone del nero · d7 pedone del nero · f7 pedone del nero · g7 pedone del nero · h7 pedone del nero · c6 cavallo del nero · g6 donna del nero · a5 alfiere del nero · e5 pedone del bianco · c4 alfiere del bianco · b3 donna del bianco · c3 pedone del bianco · d3 pedone del nero · f3 cavallo del bianco · a2 pedone del bianco · f2 pedone del bianco · g2 pedone del bianco · h2 pedone del bianco · a1 torre del bianco · b1 cavallo del bianco · c1 alfiere del bianco · e1 torre del bianco · g1 re del bianco | a8 torre del nero · c8 alfiere del nero · e8 re del nero · g8 cavallo del nero · h8 torre del nero · a7 pedone del nero · b7 pedone del nero · c7 pedone del nero · d7 pedone del nero · f7 pedone del nero · g7 pedone del nero · h7 pedone del nero · c6 cavallo del nero · g6 donna del nero · a5 alfiere del nero · e5 pedone del bianco · c4 alfiere del bianco · b3 donna del bianco · c3 pedone del bianco · d3 pedone del nero · f3 cavallo del bianco · a2 pedone del bianco · f2 pedone del bianco · g2 pedone del bianco · h2 pedone del bianco · a1 torre del bianco · b1 cavallo del bianco · c1 alfiere del bianco · e1 torre del bianco · g1 re del bianco | a8 torre del nero · c8 alfiere del nero · e8 re del nero · g8 cavallo del nero · h8 torre del nero · a7 pedone del nero · b7 pedone del nero · c7 pedone del nero · d7 pedone del nero · f7 pedone del nero · g7 pedone del nero · h7 pedone del nero · c6 cavallo del nero · g6 donna del nero · a5 alfiere del nero · e5 pedone del bianco · c4 alfiere del bianco · b3 donna del bianco · c3 pedone del bianco · d3 pedone del nero · f3 cavallo del bianco · a2 pedone del bianco · f2 pedone del bianco · g2 pedone del bianco · h2 pedone del bianco · a1 torre del bianco · b1 cavallo del bianco · c1 alfiere del bianco · e1 torre del bianco · g1 re del bianco | a8 torre del nero · c8 alfiere del nero · e8 re del nero · g8 cavallo del nero · h8 torre del nero · a7 pedone del nero · b7 pedone del nero · c7 pedone del nero · d7 pedone del nero · f7 pedone del nero · g7 pedone del nero · h7 pedone del nero · c6 cavallo del nero · g6 donna del nero · a5 alfiere del nero · e5 pedone del bianco · c4 alfiere del bianco · b3 donna del bianco · c3 pedone del bianco · d3 pedone del nero · f3 cavallo del bianco · a2 pedone del bianco · f2 pedone del bianco · g2 pedone del bianco · h2 pedone del bianco · a1 torre del bianco · b1 cavallo del bianco · c1 alfiere del bianco · e1 torre del bianco · g1 re del bianco | a8 torre del nero · c8 alfiere del nero · e8 re del nero · g8 cavallo del nero · h8 torre del nero · a7 pedone del nero · b7 pedone del nero · c7 pedone del nero · d7 pedone del nero · f7 pedone del nero · g7 pedone del nero · h7 pedone del nero · c6 cavallo del nero · g6 donna del nero · a5 alfiere del nero · e5 pedone del bianco · c4 alfiere del bianco · b3 donna del bianco · c3 pedone del bianco · d3 pedone del nero · f3 cavallo del bianco · a2 pedone del bianco · f2 pedone del bianco · g2 pedone del bianco · h2 pedone del bianco · a1 torre del bianco · b1 cavallo del bianco · c1 alfiere del bianco · e1 torre del bianco · g1 re del bianco | 8 |
| 7 | a8 torre del nero · c8 alfiere del nero · e8 re del nero · g8 cavallo del nero · h8 torre del nero · a7 pedone del nero · b7 pedone del nero · c7 pedone del nero · d7 pedone del nero · f7 pedone del nero · g7 pedone del nero · h7 pedone del nero · c6 cavallo del nero · g6 donna del nero · a5 alfiere del nero · e5 pedone del bianco · c4 alfiere del bianco · b3 donna del bianco · c3 pedone del bianco · d3 pedone del nero · f3 cavallo del bianco · a2 pedone del bianco · f2 pedone del bianco · g2 pedone del bianco · h2 pedone del bianco · a1 torre del bianco · b1 cavallo del bianco · c1 alfiere del bianco · e1 torre del bianco · g1 re del bianco | a8 torre del nero · c8 alfiere del nero · e8 re del nero · g8 cavallo del nero · h8 torre del nero · a7 pedone del nero · b7 pedone del nero · c7 pedone del nero · d7 pedone del nero · f7 pedone del nero · g7 pedone del nero · h7 pedone del nero · c6 cavallo del nero · g6 donna del nero · a5 alfiere del nero · e5 pedone del bianco · c4 alfiere del bianco · b3 donna del bianco · c3 pedone del bianco · d3 pedone del nero · f3 cavallo del bianco · a2 pedone del bianco · f2 pedone del bianco · g2 pedone del bianco · h2 pedone del bianco · a1 torre del bianco · b1 cavallo del bianco · c1 alfiere del bianco · e1 torre del bianco · g1 re del bianco | a8 torre del nero · c8 alfiere del nero · e8 re del nero · g8 cavallo del nero · h8 torre del nero · a7 pedone del nero · b7 pedone del nero · c7 pedone del nero · d7 pedone del nero · f7 pedone del nero · g7 pedone del nero · h7 pedone del nero · c6 cavallo del nero · g6 donna del nero · a5 alfiere del nero · e5 pedone del bianco · c4 alfiere del bianco · b3 donna del bianco · c3 pedone del bianco · d3 pedone del nero · f3 cavallo del bianco · a2 pedone del bianco · f2 pedone del bianco · g2 pedone del bianco · h2 pedone del bianco · a1 torre del bianco · b1 cavallo del bianco · c1 alfiere del bianco · e1 torre del bianco · g1 re del bianco | a8 torre del nero · c8 alfiere del nero · e8 re del nero · g8 cavallo del nero · h8 torre del nero · a7 pedone del nero · b7 pedone del nero · c7 pedone del nero · d7 pedone del nero · f7 pedone del nero · g7 pedone del nero · h7 pedone del nero · c6 cavallo del nero · g6 donna del nero · a5 alfiere del nero · e5 pedone del bianco · c4 alfiere del bianco · b3 donna del bianco · c3 pedone del bianco · d3 pedone del nero · f3 cavallo del bianco · a2 pedone del bianco · f2 pedone del bianco · g2 pedone del bianco · h2 pedone del bianco · a1 torre del bianco · b1 cavallo del bianco · c1 alfiere del bianco · e1 torre del bianco · g1 re del bianco | a8 torre del nero · c8 alfiere del nero · e8 re del nero · g8 cavallo del nero · h8 torre del nero · a7 pedone del nero · b7 pedone del nero · c7 pedone del nero · d7 pedone del nero · f7 pedone del nero · g7 pedone del nero · h7 pedone del nero · c6 cavallo del nero · g6 donna del nero · a5 alfiere del nero · e5 pedone del bianco · c4 alfiere del bianco · b3 donna del bianco · c3 pedone del bianco · d3 pedone del nero · f3 cavallo del bianco · a2 pedone del bianco · f2 pedone del bianco · g2 pedone del bianco · h2 pedone del bianco · a1 torre del bianco · b1 cavallo del bianco · c1 alfiere del bianco · e1 torre del bianco · g1 re del bianco | a8 torre del nero · c8 alfiere del nero · e8 re del nero · g8 cavallo del nero · h8 torre del nero · a7 pedone del nero · b7 pedone del nero · c7 pedone del nero · d7 pedone del nero · f7 pedone del nero · g7 pedone del nero · h7 pedone del nero · c6 cavallo del nero · g6 donna del nero · a5 alfiere del nero · e5 pedone del bianco · c4 alfiere del bianco · b3 donna del bianco · c3 pedone del bianco · d3 pedone del nero · f3 cavallo del bianco · a2 pedone del bianco · f2 pedone del bianco · g2 pedone del bianco · h2 pedone del bianco · a1 torre del bianco · b1 cavallo del bianco · c1 alfiere del bianco · e1 torre del bianco · g1 re del bianco | a8 torre del nero · c8 alfiere del nero · e8 re del nero · g8 cavallo del nero · h8 torre del nero · a7 pedone del nero · b7 pedone del nero · c7 pedone del nero · d7 pedone del nero · f7 pedone del nero · g7 pedone del nero · h7 pedone del nero · c6 cavallo del nero · g6 donna del nero · a5 alfiere del nero · e5 pedone del bianco · c4 alfiere del bianco · b3 donna del bianco · c3 pedone del bianco · d3 pedone del nero · f3 cavallo del bianco · a2 pedone del bianco · f2 pedone del bianco · g2 pedone del bianco · h2 pedone del bianco · a1 torre del bianco · b1 cavallo del bianco · c1 alfiere del bianco · e1 torre del bianco · g1 re del bianco | a8 torre del nero · c8 alfiere del nero · e8 re del nero · g8 cavallo del nero · h8 torre del nero · a7 pedone del nero · b7 pedone del nero · c7 pedone del nero · d7 pedone del nero · f7 pedone del nero · g7 pedone del nero · h7 pedone del nero · c6 cavallo del nero · g6 donna del nero · a5 alfiere del nero · e5 pedone del bianco · c4 alfiere del bianco · b3 donna del bianco · c3 pedone del bianco · d3 pedone del nero · f3 cavallo del bianco · a2 pedone del bianco · f2 pedone del bianco · g2 pedone del bianco · h2 pedone del bianco · a1 torre del bianco · b1 cavallo del bianco · c1 alfiere del bianco · e1 torre del bianco · g1 re del bianco | 7 |
| 6 | a8 torre del nero · c8 alfiere del nero · e8 re del nero · g8 cavallo del nero · h8 torre del nero · a7 pedone del nero · b7 pedone del nero · c7 pedone del nero · d7 pedone del nero · f7 pedone del nero · g7 pedone del nero · h7 pedone del nero · c6 cavallo del nero · g6 donna del nero · a5 alfiere del nero · e5 pedone del bianco · c4 alfiere del bianco · b3 donna del bianco · c3 pedone del bianco · d3 pedone del nero · f3 cavallo del bianco · a2 pedone del bianco · f2 pedone del bianco · g2 pedone del bianco · h2 pedone del bianco · a1 torre del bianco · b1 cavallo del bianco · c1 alfiere del bianco · e1 torre del bianco · g1 re del bianco | a8 torre del nero · c8 alfiere del nero · e8 re del nero · g8 cavallo del nero · h8 torre del nero · a7 pedone del nero · b7 pedone del nero · c7 pedone del nero · d7 pedone del nero · f7 pedone del nero · g7 pedone del nero · h7 pedone del nero · c6 cavallo del nero · g6 donna del nero · a5 alfiere del nero · e5 pedone del bianco · c4 alfiere del bianco · b3 donna del bianco · c3 pedone del bianco · d3 pedone del nero · f3 cavallo del bianco · a2 pedone del bianco · f2 pedone del bianco · g2 pedone del bianco · h2 pedone del bianco · a1 torre del bianco · b1 cavallo del bianco · c1 alfiere del bianco · e1 torre del bianco · g1 re del bianco | a8 torre del nero · c8 alfiere del nero · e8 re del nero · g8 cavallo del nero · h8 torre del nero · a7 pedone del nero · b7 pedone del nero · c7 pedone del nero · d7 pedone del nero · f7 pedone del nero · g7 pedone del nero · h7 pedone del nero · c6 cavallo del nero · g6 donna del nero · a5 alfiere del nero · e5 pedone del bianco · c4 alfiere del bianco · b3 donna del bianco · c3 pedone del bianco · d3 pedone del nero · f3 cavallo del bianco · a2 pedone del bianco · f2 pedone del bianco · g2 pedone del bianco · h2 pedone del bianco · a1 torre del bianco · b1 cavallo del bianco · c1 alfiere del bianco · e1 torre del bianco · g1 re del bianco | a8 torre del nero · c8 alfiere del nero · e8 re del nero · g8 cavallo del nero · h8 torre del nero · a7 pedone del nero · b7 pedone del nero · c7 pedone del nero · d7 pedone del nero · f7 pedone del nero · g7 pedone del nero · h7 pedone del nero · c6 cavallo del nero · g6 donna del nero · a5 alfiere del nero · e5 pedone del bianco · c4 alfiere del bianco · b3 donna del bianco · c3 pedone del bianco · d3 pedone del nero · f3 cavallo del bianco · a2 pedone del bianco · f2 pedone del bianco · g2 pedone del bianco · h2 pedone del bianco · a1 torre del bianco · b1 cavallo del bianco · c1 alfiere del bianco · e1 torre del bianco · g1 re del bianco | a8 torre del nero · c8 alfiere del nero · e8 re del nero · g8 cavallo del nero · h8 torre del nero · a7 pedone del nero · b7 pedone del nero · c7 pedone del nero · d7 pedone del nero · f7 pedone del nero · g7 pedone del nero · h7 pedone del nero · c6 cavallo del nero · g6 donna del nero · a5 alfiere del nero · e5 pedone del bianco · c4 alfiere del bianco · b3 donna del bianco · c3 pedone del bianco · d3 pedone del nero · f3 cavallo del bianco · a2 pedone del bianco · f2 pedone del bianco · g2 pedone del bianco · h2 pedone del bianco · a1 torre del bianco · b1 cavallo del bianco · c1 alfiere del bianco · e1 torre del bianco · g1 re del bianco | a8 torre del nero · c8 alfiere del nero · e8 re del nero · g8 cavallo del nero · h8 torre del nero · a7 pedone del nero · b7 pedone del nero · c7 pedone del nero · d7 pedone del nero · f7 pedone del nero · g7 pedone del nero · h7 pedone del nero · c6 cavallo del nero · g6 donna del nero · a5 alfiere del nero · e5 pedone del bianco · c4 alfiere del bianco · b3 donna del bianco · c3 pedone del bianco · d3 pedone del nero · f3 cavallo del bianco · a2 pedone del bianco · f2 pedone del bianco · g2 pedone del bianco · h2 pedone del bianco · a1 torre del bianco · b1 cavallo del bianco · c1 alfiere del bianco · e1 torre del bianco · g1 re del bianco | a8 torre del nero · c8 alfiere del nero · e8 re del nero · g8 cavallo del nero · h8 torre del nero · a7 pedone del nero · b7 pedone del nero · c7 pedone del nero · d7 pedone del nero · f7 pedone del nero · g7 pedone del nero · h7 pedone del nero · c6 cavallo del nero · g6 donna del nero · a5 alfiere del nero · e5 pedone del bianco · c4 alfiere del bianco · b3 donna del bianco · c3 pedone del bianco · d3 pedone del nero · f3 cavallo del bianco · a2 pedone del bianco · f2 pedone del bianco · g2 pedone del bianco · h2 pedone del bianco · a1 torre del bianco · b1 cavallo del bianco · c1 alfiere del bianco · e1 torre del bianco · g1 re del bianco | a8 torre del nero · c8 alfiere del nero · e8 re del nero · g8 cavallo del nero · h8 torre del nero · a7 pedone del nero · b7 pedone del nero · c7 pedone del nero · d7 pedone del nero · f7 pedone del nero · g7 pedone del nero · h7 pedone del nero · c6 cavallo del nero · g6 donna del nero · a5 alfiere del nero · e5 pedone del bianco · c4 alfiere del bianco · b3 donna del bianco · c3 pedone del bianco · d3 pedone del nero · f3 cavallo del bianco · a2 pedone del bianco · f2 pedone del bianco · g2 pedone del bianco · h2 pedone del bianco · a1 torre del bianco · b1 cavallo del bianco · c1 alfiere del bianco · e1 torre del bianco · g1 re del bianco | 6 |
| 5 | a8 torre del nero · c8 alfiere del nero · e8 re del nero · g8 cavallo del nero · h8 torre del nero · a7 pedone del nero · b7 pedone del nero · c7 pedone del nero · d7 pedone del nero · f7 pedone del nero · g7 pedone del nero · h7 pedone del nero · c6 cavallo del nero · g6 donna del nero · a5 alfiere del nero · e5 pedone del bianco · c4 alfiere del bianco · b3 donna del bianco · c3 pedone del bianco · d3 pedone del nero · f3 cavallo del bianco · a2 pedone del bianco · f2 pedone del bianco · g2 pedone del bianco · h2 pedone del bianco · a1 torre del bianco · b1 cavallo del bianco · c1 alfiere del bianco · e1 torre del bianco · g1 re del bianco | a8 torre del nero · c8 alfiere del nero · e8 re del nero · g8 cavallo del nero · h8 torre del nero · a7 pedone del nero · b7 pedone del nero · c7 pedone del nero · d7 pedone del nero · f7 pedone del nero · g7 pedone del nero · h7 pedone del nero · c6 cavallo del nero · g6 donna del nero · a5 alfiere del nero · e5 pedone del bianco · c4 alfiere del bianco · b3 donna del bianco · c3 pedone del bianco · d3 pedone del nero · f3 cavallo del bianco · a2 pedone del bianco · f2 pedone del bianco · g2 pedone del bianco · h2 pedone del bianco · a1 torre del bianco · b1 cavallo del bianco · c1 alfiere del bianco · e1 torre del bianco · g1 re del bianco | a8 torre del nero · c8 alfiere del nero · e8 re del nero · g8 cavallo del nero · h8 torre del nero · a7 pedone del nero · b7 pedone del nero · c7 pedone del nero · d7 pedone del nero · f7 pedone del nero · g7 pedone del nero · h7 pedone del nero · c6 cavallo del nero · g6 donna del nero · a5 alfiere del nero · e5 pedone del bianco · c4 alfiere del bianco · b3 donna del bianco · c3 pedone del bianco · d3 pedone del nero · f3 cavallo del bianco · a2 pedone del bianco · f2 pedone del bianco · g2 pedone del bianco · h2 pedone del bianco · a1 torre del bianco · b1 cavallo del bianco · c1 alfiere del bianco · e1 torre del bianco · g1 re del bianco | a8 torre del nero · c8 alfiere del nero · e8 re del nero · g8 cavallo del nero · h8 torre del nero · a7 pedone del nero · b7 pedone del nero · c7 pedone del nero · d7 pedone del nero · f7 pedone del nero · g7 pedone del nero · h7 pedone del nero · c6 cavallo del nero · g6 donna del nero · a5 alfiere del nero · e5 pedone del bianco · c4 alfiere del bianco · b3 donna del bianco · c3 pedone del bianco · d3 pedone del nero · f3 cavallo del bianco · a2 pedone del bianco · f2 pedone del bianco · g2 pedone del bianco · h2 pedone del bianco · a1 torre del bianco · b1 cavallo del bianco · c1 alfiere del bianco · e1 torre del bianco · g1 re del bianco | a8 torre del nero · c8 alfiere del nero · e8 re del nero · g8 cavallo del nero · h8 torre del nero · a7 pedone del nero · b7 pedone del nero · c7 pedone del nero · d7 pedone del nero · f7 pedone del nero · g7 pedone del nero · h7 pedone del nero · c6 cavallo del nero · g6 donna del nero · a5 alfiere del nero · e5 pedone del bianco · c4 alfiere del bianco · b3 donna del bianco · c3 pedone del bianco · d3 pedone del nero · f3 cavallo del bianco · a2 pedone del bianco · f2 pedone del bianco · g2 pedone del bianco · h2 pedone del bianco · a1 torre del bianco · b1 cavallo del bianco · c1 alfiere del bianco · e1 torre del bianco · g1 re del bianco | a8 torre del nero · c8 alfiere del nero · e8 re del nero · g8 cavallo del nero · h8 torre del nero · a7 pedone del nero · b7 pedone del nero · c7 pedone del nero · d7 pedone del nero · f7 pedone del nero · g7 pedone del nero · h7 pedone del nero · c6 cavallo del nero · g6 donna del nero · a5 alfiere del nero · e5 pedone del bianco · c4 alfiere del bianco · b3 donna del bianco · c3 pedone del bianco · d3 pedone del nero · f3 cavallo del bianco · a2 pedone del bianco · f2 pedone del bianco · g2 pedone del bianco · h2 pedone del bianco · a1 torre del bianco · b1 cavallo del bianco · c1 alfiere del bianco · e1 torre del bianco · g1 re del bianco | a8 torre del nero · c8 alfiere del nero · e8 re del nero · g8 cavallo del nero · h8 torre del nero · a7 pedone del nero · b7 pedone del nero · c7 pedone del nero · d7 pedone del nero · f7 pedone del nero · g7 pedone del nero · h7 pedone del nero · c6 cavallo del nero · g6 donna del nero · a5 alfiere del nero · e5 pedone del bianco · c4 alfiere del bianco · b3 donna del bianco · c3 pedone del bianco · d3 pedone del nero · f3 cavallo del bianco · a2 pedone del bianco · f2 pedone del bianco · g2 pedone del bianco · h2 pedone del bianco · a1 torre del bianco · b1 cavallo del bianco · c1 alfiere del bianco · e1 torre del bianco · g1 re del bianco | a8 torre del nero · c8 alfiere del nero · e8 re del nero · g8 cavallo del nero · h8 torre del nero · a7 pedone del nero · b7 pedone del nero · c7 pedone del nero · d7 pedone del nero · f7 pedone del nero · g7 pedone del nero · h7 pedone del nero · c6 cavallo del nero · g6 donna del nero · a5 alfiere del nero · e5 pedone del bianco · c4 alfiere del bianco · b3 donna del bianco · c3 pedone del bianco · d3 pedone del nero · f3 cavallo del bianco · a2 pedone del bianco · f2 pedone del bianco · g2 pedone del bianco · h2 pedone del bianco · a1 torre del bianco · b1 cavallo del bianco · c1 alfiere del bianco · e1 torre del bianco · g1 re del bianco | 5 |
| 4 | a8 torre del nero · c8 alfiere del nero · e8 re del nero · g8 cavallo del nero · h8 torre del nero · a7 pedone del nero · b7 pedone del nero · c7 pedone del nero · d7 pedone del nero · f7 pedone del nero · g7 pedone del nero · h7 pedone del nero · c6 cavallo del nero · g6 donna del nero · a5 alfiere del nero · e5 pedone del bianco · c4 alfiere del bianco · b3 donna del bianco · c3 pedone del bianco · d3 pedone del nero · f3 cavallo del bianco · a2 pedone del bianco · f2 pedone del bianco · g2 pedone del bianco · h2 pedone del bianco · a1 torre del bianco · b1 cavallo del bianco · c1 alfiere del bianco · e1 torre del bianco · g1 re del bianco | a8 torre del nero · c8 alfiere del nero · e8 re del nero · g8 cavallo del nero · h8 torre del nero · a7 pedone del nero · b7 pedone del nero · c7 pedone del nero · d7 pedone del nero · f7 pedone del nero · g7 pedone del nero · h7 pedone del nero · c6 cavallo del nero · g6 donna del nero · a5 alfiere del nero · e5 pedone del bianco · c4 alfiere del bianco · b3 donna del bianco · c3 pedone del bianco · d3 pedone del nero · f3 cavallo del bianco · a2 pedone del bianco · f2 pedone del bianco · g2 pedone del bianco · h2 pedone del bianco · a1 torre del bianco · b1 cavallo del bianco · c1 alfiere del bianco · e1 torre del bianco · g1 re del bianco | a8 torre del nero · c8 alfiere del nero · e8 re del nero · g8 cavallo del nero · h8 torre del nero · a7 pedone del nero · b7 pedone del nero · c7 pedone del nero · d7 pedone del nero · f7 pedone del nero · g7 pedone del nero · h7 pedone del nero · c6 cavallo del nero · g6 donna del nero · a5 alfiere del nero · e5 pedone del bianco · c4 alfiere del bianco · b3 donna del bianco · c3 pedone del bianco · d3 pedone del nero · f3 cavallo del bianco · a2 pedone del bianco · f2 pedone del bianco · g2 pedone del bianco · h2 pedone del bianco · a1 torre del bianco · b1 cavallo del bianco · c1 alfiere del bianco · e1 torre del bianco · g1 re del bianco | a8 torre del nero · c8 alfiere del nero · e8 re del nero · g8 cavallo del nero · h8 torre del nero · a7 pedone del nero · b7 pedone del nero · c7 pedone del nero · d7 pedone del nero · f7 pedone del nero · g7 pedone del nero · h7 pedone del nero · c6 cavallo del nero · g6 donna del nero · a5 alfiere del nero · e5 pedone del bianco · c4 alfiere del bianco · b3 donna del bianco · c3 pedone del bianco · d3 pedone del nero · f3 cavallo del bianco · a2 pedone del bianco · f2 pedone del bianco · g2 pedone del bianco · h2 pedone del bianco · a1 torre del bianco · b1 cavallo del bianco · c1 alfiere del bianco · e1 torre del bianco · g1 re del bianco | a8 torre del nero · c8 alfiere del nero · e8 re del nero · g8 cavallo del nero · h8 torre del nero · a7 pedone del nero · b7 pedone del nero · c7 pedone del nero · d7 pedone del nero · f7 pedone del nero · g7 pedone del nero · h7 pedone del nero · c6 cavallo del nero · g6 donna del nero · a5 alfiere del nero · e5 pedone del bianco · c4 alfiere del bianco · b3 donna del bianco · c3 pedone del bianco · d3 pedone del nero · f3 cavallo del bianco · a2 pedone del bianco · f2 pedone del bianco · g2 pedone del bianco · h2 pedone del bianco · a1 torre del bianco · b1 cavallo del bianco · c1 alfiere del bianco · e1 torre del bianco · g1 re del bianco | a8 torre del nero · c8 alfiere del nero · e8 re del nero · g8 cavallo del nero · h8 torre del nero · a7 pedone del nero · b7 pedone del nero · c7 pedone del nero · d7 pedone del nero · f7 pedone del nero · g7 pedone del nero · h7 pedone del nero · c6 cavallo del nero · g6 donna del nero · a5 alfiere del nero · e5 pedone del bianco · c4 alfiere del bianco · b3 donna del bianco · c3 pedone del bianco · d3 pedone del nero · f3 cavallo del bianco · a2 pedone del bianco · f2 pedone del bianco · g2 pedone del bianco · h2 pedone del bianco · a1 torre del bianco · b1 cavallo del bianco · c1 alfiere del bianco · e1 torre del bianco · g1 re del bianco | a8 torre del nero · c8 alfiere del nero · e8 re del nero · g8 cavallo del nero · h8 torre del nero · a7 pedone del nero · b7 pedone del nero · c7 pedone del nero · d7 pedone del nero · f7 pedone del nero · g7 pedone del nero · h7 pedone del nero · c6 cavallo del nero · g6 donna del nero · a5 alfiere del nero · e5 pedone del bianco · c4 alfiere del bianco · b3 donna del bianco · c3 pedone del bianco · d3 pedone del nero · f3 cavallo del bianco · a2 pedone del bianco · f2 pedone del bianco · g2 pedone del bianco · h2 pedone del bianco · a1 torre del bianco · b1 cavallo del bianco · c1 alfiere del bianco · e1 torre del bianco · g1 re del bianco | a8 torre del nero · c8 alfiere del nero · e8 re del nero · g8 cavallo del nero · h8 torre del nero · a7 pedone del nero · b7 pedone del nero · c7 pedone del nero · d7 pedone del nero · f7 pedone del nero · g7 pedone del nero · h7 pedone del nero · c6 cavallo del nero · g6 donna del nero · a5 alfiere del nero · e5 pedone del bianco · c4 alfiere del bianco · b3 donna del bianco · c3 pedone del bianco · d3 pedone del nero · f3 cavallo del bianco · a2 pedone del bianco · f2 pedone del bianco · g2 pedone del bianco · h2 pedone del bianco · a1 torre del bianco · b1 cavallo del bianco · c1 alfiere del bianco · e1 torre del bianco · g1 re del bianco | 4 |
| 3 | a8 torre del nero · c8 alfiere del nero · e8 re del nero · g8 cavallo del nero · h8 torre del nero · a7 pedone del nero · b7 pedone del nero · c7 pedone del nero · d7 pedone del nero · f7 pedone del nero · g7 pedone del nero · h7 pedone del nero · c6 cavallo del nero · g6 donna del nero · a5 alfiere del nero · e5 pedone del bianco · c4 alfiere del bianco · b3 donna del bianco · c3 pedone del bianco · d3 pedone del nero · f3 cavallo del bianco · a2 pedone del bianco · f2 pedone del bianco · g2 pedone del bianco · h2 pedone del bianco · a1 torre del bianco · b1 cavallo del bianco · c1 alfiere del bianco · e1 torre del bianco · g1 re del bianco | a8 torre del nero · c8 alfiere del nero · e8 re del nero · g8 cavallo del nero · h8 torre del nero · a7 pedone del nero · b7 pedone del nero · c7 pedone del nero · d7 pedone del nero · f7 pedone del nero · g7 pedone del nero · h7 pedone del nero · c6 cavallo del nero · g6 donna del nero · a5 alfiere del nero · e5 pedone del bianco · c4 alfiere del bianco · b3 donna del bianco · c3 pedone del bianco · d3 pedone del nero · f3 cavallo del bianco · a2 pedone del bianco · f2 pedone del bianco · g2 pedone del bianco · h2 pedone del bianco · a1 torre del bianco · b1 cavallo del bianco · c1 alfiere del bianco · e1 torre del bianco · g1 re del bianco | a8 torre del nero · c8 alfiere del nero · e8 re del nero · g8 cavallo del nero · h8 torre del nero · a7 pedone del nero · b7 pedone del nero · c7 pedone del nero · d7 pedone del nero · f7 pedone del nero · g7 pedone del nero · h7 pedone del nero · c6 cavallo del nero · g6 donna del nero · a5 alfiere del nero · e5 pedone del bianco · c4 alfiere del bianco · b3 donna del bianco · c3 pedone del bianco · d3 pedone del nero · f3 cavallo del bianco · a2 pedone del bianco · f2 pedone del bianco · g2 pedone del bianco · h2 pedone del bianco · a1 torre del bianco · b1 cavallo del bianco · c1 alfiere del bianco · e1 torre del bianco · g1 re del bianco | a8 torre del nero · c8 alfiere del nero · e8 re del nero · g8 cavallo del nero · h8 torre del nero · a7 pedone del nero · b7 pedone del nero · c7 pedone del nero · d7 pedone del nero · f7 pedone del nero · g7 pedone del nero · h7 pedone del nero · c6 cavallo del nero · g6 donna del nero · a5 alfiere del nero · e5 pedone del bianco · c4 alfiere del bianco · b3 donna del bianco · c3 pedone del bianco · d3 pedone del nero · f3 cavallo del bianco · a2 pedone del bianco · f2 pedone del bianco · g2 pedone del bianco · h2 pedone del bianco · a1 torre del bianco · b1 cavallo del bianco · c1 alfiere del bianco · e1 torre del bianco · g1 re del bianco | a8 torre del nero · c8 alfiere del nero · e8 re del nero · g8 cavallo del nero · h8 torre del nero · a7 pedone del nero · b7 pedone del nero · c7 pedone del nero · d7 pedone del nero · f7 pedone del nero · g7 pedone del nero · h7 pedone del nero · c6 cavallo del nero · g6 donna del nero · a5 alfiere del nero · e5 pedone del bianco · c4 alfiere del bianco · b3 donna del bianco · c3 pedone del bianco · d3 pedone del nero · f3 cavallo del bianco · a2 pedone del bianco · f2 pedone del bianco · g2 pedone del bianco · h2 pedone del bianco · a1 torre del bianco · b1 cavallo del bianco · c1 alfiere del bianco · e1 torre del bianco · g1 re del bianco | a8 torre del nero · c8 alfiere del nero · e8 re del nero · g8 cavallo del nero · h8 torre del nero · a7 pedone del nero · b7 pedone del nero · c7 pedone del nero · d7 pedone del nero · f7 pedone del nero · g7 pedone del nero · h7 pedone del nero · c6 cavallo del nero · g6 donna del nero · a5 alfiere del nero · e5 pedone del bianco · c4 alfiere del bianco · b3 donna del bianco · c3 pedone del bianco · d3 pedone del nero · f3 cavallo del bianco · a2 pedone del bianco · f2 pedone del bianco · g2 pedone del bianco · h2 pedone del bianco · a1 torre del bianco · b1 cavallo del bianco · c1 alfiere del bianco · e1 torre del bianco · g1 re del bianco | a8 torre del nero · c8 alfiere del nero · e8 re del nero · g8 cavallo del nero · h8 torre del nero · a7 pedone del nero · b7 pedone del nero · c7 pedone del nero · d7 pedone del nero · f7 pedone del nero · g7 pedone del nero · h7 pedone del nero · c6 cavallo del nero · g6 donna del nero · a5 alfiere del nero · e5 pedone del bianco · c4 alfiere del bianco · b3 donna del bianco · c3 pedone del bianco · d3 pedone del nero · f3 cavallo del bianco · a2 pedone del bianco · f2 pedone del bianco · g2 pedone del bianco · h2 pedone del bianco · a1 torre del bianco · b1 cavallo del bianco · c1 alfiere del bianco · e1 torre del bianco · g1 re del bianco | a8 torre del nero · c8 alfiere del nero · e8 re del nero · g8 cavallo del nero · h8 torre del nero · a7 pedone del nero · b7 pedone del nero · c7 pedone del nero · d7 pedone del nero · f7 pedone del nero · g7 pedone del nero · h7 pedone del nero · c6 cavallo del nero · g6 donna del nero · a5 alfiere del nero · e5 pedone del bianco · c4 alfiere del bianco · b3 donna del bianco · c3 pedone del bianco · d3 pedone del nero · f3 cavallo del bianco · a2 pedone del bianco · f2 pedone del bianco · g2 pedone del bianco · h2 pedone del bianco · a1 torre del bianco · b1 cavallo del bianco · c1 alfiere del bianco · e1 torre del bianco · g1 re del bianco | 3 |
| 2 | a8 torre del nero · c8 alfiere del nero · e8 re del nero · g8 cavallo del nero · h8 torre del nero · a7 pedone del nero · b7 pedone del nero · c7 pedone del nero · d7 pedone del nero · f7 pedone del nero · g7 pedone del nero · h7 pedone del nero · c6 cavallo del nero · g6 donna del nero · a5 alfiere del nero · e5 pedone del bianco · c4 alfiere del bianco · b3 donna del bianco · c3 pedone del bianco · d3 pedone del nero · f3 cavallo del bianco · a2 pedone del bianco · f2 pedone del bianco · g2 pedone del bianco · h2 pedone del bianco · a1 torre del bianco · b1 cavallo del bianco · c1 alfiere del bianco · e1 torre del bianco · g1 re del bianco | a8 torre del nero · c8 alfiere del nero · e8 re del nero · g8 cavallo del nero · h8 torre del nero · a7 pedone del nero · b7 pedone del nero · c7 pedone del nero · d7 pedone del nero · f7 pedone del nero · g7 pedone del nero · h7 pedone del nero · c6 cavallo del nero · g6 donna del nero · a5 alfiere del nero · e5 pedone del bianco · c4 alfiere del bianco · b3 donna del bianco · c3 pedone del bianco · d3 pedone del nero · f3 cavallo del bianco · a2 pedone del bianco · f2 pedone del bianco · g2 pedone del bianco · h2 pedone del bianco · a1 torre del bianco · b1 cavallo del bianco · c1 alfiere del bianco · e1 torre del bianco · g1 re del bianco | a8 torre del nero · c8 alfiere del nero · e8 re del nero · g8 cavallo del nero · h8 torre del nero · a7 pedone del nero · b7 pedone del nero · c7 pedone del nero · d7 pedone del nero · f7 pedone del nero · g7 pedone del nero · h7 pedone del nero · c6 cavallo del nero · g6 donna del nero · a5 alfiere del nero · e5 pedone del bianco · c4 alfiere del bianco · b3 donna del bianco · c3 pedone del bianco · d3 pedone del nero · f3 cavallo del bianco · a2 pedone del bianco · f2 pedone del bianco · g2 pedone del bianco · h2 pedone del bianco · a1 torre del bianco · b1 cavallo del bianco · c1 alfiere del bianco · e1 torre del bianco · g1 re del bianco | a8 torre del nero · c8 alfiere del nero · e8 re del nero · g8 cavallo del nero · h8 torre del nero · a7 pedone del nero · b7 pedone del nero · c7 pedone del nero · d7 pedone del nero · f7 pedone del nero · g7 pedone del nero · h7 pedone del nero · c6 cavallo del nero · g6 donna del nero · a5 alfiere del nero · e5 pedone del bianco · c4 alfiere del bianco · b3 donna del bianco · c3 pedone del bianco · d3 pedone del nero · f3 cavallo del bianco · a2 pedone del bianco · f2 pedone del bianco · g2 pedone del bianco · h2 pedone del bianco · a1 torre del bianco · b1 cavallo del bianco · c1 alfiere del bianco · e1 torre del bianco · g1 re del bianco | a8 torre del nero · c8 alfiere del nero · e8 re del nero · g8 cavallo del nero · h8 torre del nero · a7 pedone del nero · b7 pedone del nero · c7 pedone del nero · d7 pedone del nero · f7 pedone del nero · g7 pedone del nero · h7 pedone del nero · c6 cavallo del nero · g6 donna del nero · a5 alfiere del nero · e5 pedone del bianco · c4 alfiere del bianco · b3 donna del bianco · c3 pedone del bianco · d3 pedone del nero · f3 cavallo del bianco · a2 pedone del bianco · f2 pedone del bianco · g2 pedone del bianco · h2 pedone del bianco · a1 torre del bianco · b1 cavallo del bianco · c1 alfiere del bianco · e1 torre del bianco · g1 re del bianco | a8 torre del nero · c8 alfiere del nero · e8 re del nero · g8 cavallo del nero · h8 torre del nero · a7 pedone del nero · b7 pedone del nero · c7 pedone del nero · d7 pedone del nero · f7 pedone del nero · g7 pedone del nero · h7 pedone del nero · c6 cavallo del nero · g6 donna del nero · a5 alfiere del nero · e5 pedone del bianco · c4 alfiere del bianco · b3 donna del bianco · c3 pedone del bianco · d3 pedone del nero · f3 cavallo del bianco · a2 pedone del bianco · f2 pedone del bianco · g2 pedone del bianco · h2 pedone del bianco · a1 torre del bianco · b1 cavallo del bianco · c1 alfiere del bianco · e1 torre del bianco · g1 re del bianco | a8 torre del nero · c8 alfiere del nero · e8 re del nero · g8 cavallo del nero · h8 torre del nero · a7 pedone del nero · b7 pedone del nero · c7 pedone del nero · d7 pedone del nero · f7 pedone del nero · g7 pedone del nero · h7 pedone del nero · c6 cavallo del nero · g6 donna del nero · a5 alfiere del nero · e5 pedone del bianco · c4 alfiere del bianco · b3 donna del bianco · c3 pedone del bianco · d3 pedone del nero · f3 cavallo del bianco · a2 pedone del bianco · f2 pedone del bianco · g2 pedone del bianco · h2 pedone del bianco · a1 torre del bianco · b1 cavallo del bianco · c1 alfiere del bianco · e1 torre del bianco · g1 re del bianco | a8 torre del nero · c8 alfiere del nero · e8 re del nero · g8 cavallo del nero · h8 torre del nero · a7 pedone del nero · b7 pedone del nero · c7 pedone del nero · d7 pedone del nero · f7 pedone del nero · g7 pedone del nero · h7 pedone del nero · c6 cavallo del nero · g6 donna del nero · a5 alfiere del nero · e5 pedone del bianco · c4 alfiere del bianco · b3 donna del bianco · c3 pedone del bianco · d3 pedone del nero · f3 cavallo del bianco · a2 pedone del bianco · f2 pedone del bianco · g2 pedone del bianco · h2 pedone del bianco · a1 torre del bianco · b1 cavallo del bianco · c1 alfiere del bianco · e1 torre del bianco · g1 re del bianco | 2 |
| 1 | a8 torre del nero · c8 alfiere del nero · e8 re del nero · g8 cavallo del nero · h8 torre del nero · a7 pedone del nero · b7 pedone del nero · c7 pedone del nero · d7 pedone del nero · f7 pedone del nero · g7 pedone del nero · h7 pedone del nero · c6 cavallo del nero · g6 donna del nero · a5 alfiere del nero · e5 pedone del bianco · c4 alfiere del bianco · b3 donna del bianco · c3 pedone del bianco · d3 pedone del nero · f3 cavallo del bianco · a2 pedone del bianco · f2 pedone del bianco · g2 pedone del bianco · h2 pedone del bianco · a1 torre del bianco · b1 cavallo del bianco · c1 alfiere del bianco · e1 torre del bianco · g1 re del bianco | a8 torre del nero · c8 alfiere del nero · e8 re del nero · g8 cavallo del nero · h8 torre del nero · a7 pedone del nero · b7 pedone del nero · c7 pedone del nero · d7 pedone del nero · f7 pedone del nero · g7 pedone del nero · h7 pedone del nero · c6 cavallo del nero · g6 donna del nero · a5 alfiere del nero · e5 pedone del bianco · c4 alfiere del bianco · b3 donna del bianco · c3 pedone del bianco · d3 pedone del nero · f3 cavallo del bianco · a2 pedone del bianco · f2 pedone del bianco · g2 pedone del bianco · h2 pedone del bianco · a1 torre del bianco · b1 cavallo del bianco · c1 alfiere del bianco · e1 torre del bianco · g1 re del bianco | a8 torre del nero · c8 alfiere del nero · e8 re del nero · g8 cavallo del nero · h8 torre del nero · a7 pedone del nero · b7 pedone del nero · c7 pedone del nero · d7 pedone del nero · f7 pedone del nero · g7 pedone del nero · h7 pedone del nero · c6 cavallo del nero · g6 donna del nero · a5 alfiere del nero · e5 pedone del bianco · c4 alfiere del bianco · b3 donna del bianco · c3 pedone del bianco · d3 pedone del nero · f3 cavallo del bianco · a2 pedone del bianco · f2 pedone del bianco · g2 pedone del bianco · h2 pedone del bianco · a1 torre del bianco · b1 cavallo del bianco · c1 alfiere del bianco · e1 torre del bianco · g1 re del bianco | a8 torre del nero · c8 alfiere del nero · e8 re del nero · g8 cavallo del nero · h8 torre del nero · a7 pedone del nero · b7 pedone del nero · c7 pedone del nero · d7 pedone del nero · f7 pedone del nero · g7 pedone del nero · h7 pedone del nero · c6 cavallo del nero · g6 donna del nero · a5 alfiere del nero · e5 pedone del bianco · c4 alfiere del bianco · b3 donna del bianco · c3 pedone del bianco · d3 pedone del nero · f3 cavallo del bianco · a2 pedone del bianco · f2 pedone del bianco · g2 pedone del bianco · h2 pedone del bianco · a1 torre del bianco · b1 cavallo del bianco · c1 alfiere del bianco · e1 torre del bianco · g1 re del bianco | a8 torre del nero · c8 alfiere del nero · e8 re del nero · g8 cavallo del nero · h8 torre del nero · a7 pedone del nero · b7 pedone del nero · c7 pedone del nero · d7 pedone del nero · f7 pedone del nero · g7 pedone del nero · h7 pedone del nero · c6 cavallo del nero · g6 donna del nero · a5 alfiere del nero · e5 pedone del bianco · c4 alfiere del bianco · b3 donna del bianco · c3 pedone del bianco · d3 pedone del nero · f3 cavallo del bianco · a2 pedone del bianco · f2 pedone del bianco · g2 pedone del bianco · h2 pedone del bianco · a1 torre del bianco · b1 cavallo del bianco · c1 alfiere del bianco · e1 torre del bianco · g1 re del bianco | a8 torre del nero · c8 alfiere del nero · e8 re del nero · g8 cavallo del nero · h8 torre del nero · a7 pedone del nero · b7 pedone del nero · c7 pedone del nero · d7 pedone del nero · f7 pedone del nero · g7 pedone del nero · h7 pedone del nero · c6 cavallo del nero · g6 donna del nero · a5 alfiere del nero · e5 pedone del bianco · c4 alfiere del bianco · b3 donna del bianco · c3 pedone del bianco · d3 pedone del nero · f3 cavallo del bianco · a2 pedone del bianco · f2 pedone del bianco · g2 pedone del bianco · h2 pedone del bianco · a1 torre del bianco · b1 cavallo del bianco · c1 alfiere del bianco · e1 torre del bianco · g1 re del bianco | a8 torre del nero · c8 alfiere del nero · e8 re del nero · g8 cavallo del nero · h8 torre del nero · a7 pedone del nero · b7 pedone del nero · c7 pedone del nero · d7 pedone del nero · f7 pedone del nero · g7 pedone del nero · h7 pedone del nero · c6 cavallo del nero · g6 donna del nero · a5 alfiere del nero · e5 pedone del bianco · c4 alfiere del bianco · b3 donna del bianco · c3 pedone del bianco · d3 pedone del nero · f3 cavallo del bianco · a2 pedone del bianco · f2 pedone del bianco · g2 pedone del bianco · h2 pedone del bianco · a1 torre del bianco · b1 cavallo del bianco · c1 alfiere del bianco · e1 torre del bianco · g1 re del bianco | a8 torre del nero · c8 alfiere del nero · e8 re del nero · g8 cavallo del nero · h8 torre del nero · a7 pedone del nero · b7 pedone del nero · c7 pedone del nero · d7 pedone del nero · f7 pedone del nero · g7 pedone del nero · h7 pedone del nero · c6 cavallo del nero · g6 donna del nero · a5 alfiere del nero · e5 pedone del bianco · c4 alfiere del bianco · b3 donna del bianco · c3 pedone del bianco · d3 pedone del nero · f3 cavallo del bianco · a2 pedone del bianco · f2 pedone del bianco · g2 pedone del bianco · h2 pedone del bianco · a1 torre del bianco · b1 cavallo del bianco · c1 alfiere del bianco · e1 torre del bianco · g1 re del bianco | 1 |
|   | a | b | c | d | e | f | g | h |   |

|   | a | b | c | d | e | f | g | h |   |
| 8 | b8 torre del nero · e8 re del nero · g8 torre del nero · a7 pedone del nero · b7 alfiere del nero · c7 pedone del nero · d7 pedone del nero · e7 cavallo del nero · f7 pedone del nero · h7 pedone del nero · b6 alfiere del nero · c6 cavallo del nero · f6 pedone del bianco · a4 donna del bianco · a3 alfiere del bianco · c3 pedone del bianco · d3 alfiere del bianco · f3 donna del nero · a2 pedone del bianco · f2 pedone del bianco · g2 pedone del bianco · h2 pedone del bianco · d1 torre del bianco · e1 torre del bianco · g1 re del bianco | b8 torre del nero · e8 re del nero · g8 torre del nero · a7 pedone del nero · b7 alfiere del nero · c7 pedone del nero · d7 pedone del nero · e7 cavallo del nero · f7 pedone del nero · h7 pedone del nero · b6 alfiere del nero · c6 cavallo del nero · f6 pedone del bianco · a4 donna del bianco · a3 alfiere del bianco · c3 pedone del bianco · d3 alfiere del bianco · f3 donna del nero · a2 pedone del bianco · f2 pedone del bianco · g2 pedone del bianco · h2 pedone del bianco · d1 torre del bianco · e1 torre del bianco · g1 re del bianco | b8 torre del nero · e8 re del nero · g8 torre del nero · a7 pedone del nero · b7 alfiere del nero · c7 pedone del nero · d7 pedone del nero · e7 cavallo del nero · f7 pedone del nero · h7 pedone del nero · b6 alfiere del nero · c6 cavallo del nero · f6 pedone del bianco · a4 donna del bianco · a3 alfiere del bianco · c3 pedone del bianco · d3 alfiere del bianco · f3 donna del nero · a2 pedone del bianco · f2 pedone del bianco · g2 pedone del bianco · h2 pedone del bianco · d1 torre del bianco · e1 torre del bianco · g1 re del bianco | b8 torre del nero · e8 re del nero · g8 torre del nero · a7 pedone del nero · b7 alfiere del nero · c7 pedone del nero · d7 pedone del nero · e7 cavallo del nero · f7 pedone del nero · h7 pedone del nero · b6 alfiere del nero · c6 cavallo del nero · f6 pedone del bianco · a4 donna del bianco · a3 alfiere del bianco · c3 pedone del bianco · d3 alfiere del bianco · f3 donna del nero · a2 pedone del bianco · f2 pedone del bianco · g2 pedone del bianco · h2 pedone del bianco · d1 torre del bianco · e1 torre del bianco · g1 re del bianco | b8 torre del nero · e8 re del nero · g8 torre del nero · a7 pedone del nero · b7 alfiere del nero · c7 pedone del nero · d7 pedone del nero · e7 cavallo del nero · f7 pedone del nero · h7 pedone del nero · b6 alfiere del nero · c6 cavallo del nero · f6 pedone del bianco · a4 donna del bianco · a3 alfiere del bianco · c3 pedone del bianco · d3 alfiere del bianco · f3 donna del nero · a2 pedone del bianco · f2 pedone del bianco · g2 pedone del bianco · h2 pedone del bianco · d1 torre del bianco · e1 torre del bianco · g1 re del bianco | b8 torre del nero · e8 re del nero · g8 torre del nero · a7 pedone del nero · b7 alfiere del nero · c7 pedone del nero · d7 pedone del nero · e7 cavallo del nero · f7 pedone del nero · h7 pedone del nero · b6 alfiere del nero · c6 cavallo del nero · f6 pedone del bianco · a4 donna del bianco · a3 alfiere del bianco · c3 pedone del bianco · d3 alfiere del bianco · f3 donna del nero · a2 pedone del bianco · f2 pedone del bianco · g2 pedone del bianco · h2 pedone del bianco · d1 torre del bianco · e1 torre del bianco · g1 re del bianco | b8 torre del nero · e8 re del nero · g8 torre del nero · a7 pedone del nero · b7 alfiere del nero · c7 pedone del nero · d7 pedone del nero · e7 cavallo del nero · f7 pedone del nero · h7 pedone del nero · b6 alfiere del nero · c6 cavallo del nero · f6 pedone del bianco · a4 donna del bianco · a3 alfiere del bianco · c3 pedone del bianco · d3 alfiere del bianco · f3 donna del nero · a2 pedone del bianco · f2 pedone del bianco · g2 pedone del bianco · h2 pedone del bianco · d1 torre del bianco · e1 torre del bianco · g1 re del bianco | b8 torre del nero · e8 re del nero · g8 torre del nero · a7 pedone del nero · b7 alfiere del nero · c7 pedone del nero · d7 pedone del nero · e7 cavallo del nero · f7 pedone del nero · h7 pedone del nero · b6 alfiere del nero · c6 cavallo del nero · f6 pedone del bianco · a4 donna del bianco · a3 alfiere del bianco · c3 pedone del bianco · d3 alfiere del bianco · f3 donna del nero · a2 pedone del bianco · f2 pedone del bianco · g2 pedone del bianco · h2 pedone del bianco · d1 torre del bianco · e1 torre del bianco · g1 re del bianco | 8 |
| 7 | b8 torre del nero · e8 re del nero · g8 torre del nero · a7 pedone del nero · b7 alfiere del nero · c7 pedone del nero · d7 pedone del nero · e7 cavallo del nero · f7 pedone del nero · h7 pedone del nero · b6 alfiere del nero · c6 cavallo del nero · f6 pedone del bianco · a4 donna del bianco · a3 alfiere del bianco · c3 pedone del bianco · d3 alfiere del bianco · f3 donna del nero · a2 pedone del bianco · f2 pedone del bianco · g2 pedone del bianco · h2 pedone del bianco · d1 torre del bianco · e1 torre del bianco · g1 re del bianco | b8 torre del nero · e8 re del nero · g8 torre del nero · a7 pedone del nero · b7 alfiere del nero · c7 pedone del nero · d7 pedone del nero · e7 cavallo del nero · f7 pedone del nero · h7 pedone del nero · b6 alfiere del nero · c6 cavallo del nero · f6 pedone del bianco · a4 donna del bianco · a3 alfiere del bianco · c3 pedone del bianco · d3 alfiere del bianco · f3 donna del nero · a2 pedone del bianco · f2 pedone del bianco · g2 pedone del bianco · h2 pedone del bianco · d1 torre del bianco · e1 torre del bianco · g1 re del bianco | b8 torre del nero · e8 re del nero · g8 torre del nero · a7 pedone del nero · b7 alfiere del nero · c7 pedone del nero · d7 pedone del nero · e7 cavallo del nero · f7 pedone del nero · h7 pedone del nero · b6 alfiere del nero · c6 cavallo del nero · f6 pedone del bianco · a4 donna del bianco · a3 alfiere del bianco · c3 pedone del bianco · d3 alfiere del bianco · f3 donna del nero · a2 pedone del bianco · f2 pedone del bianco · g2 pedone del bianco · h2 pedone del bianco · d1 torre del bianco · e1 torre del bianco · g1 re del bianco | b8 torre del nero · e8 re del nero · g8 torre del nero · a7 pedone del nero · b7 alfiere del nero · c7 pedone del nero · d7 pedone del nero · e7 cavallo del nero · f7 pedone del nero · h7 pedone del nero · b6 alfiere del nero · c6 cavallo del nero · f6 pedone del bianco · a4 donna del bianco · a3 alfiere del bianco · c3 pedone del bianco · d3 alfiere del bianco · f3 donna del nero · a2 pedone del bianco · f2 pedone del bianco · g2 pedone del bianco · h2 pedone del bianco · d1 torre del bianco · e1 torre del bianco · g1 re del bianco | b8 torre del nero · e8 re del nero · g8 torre del nero · a7 pedone del nero · b7 alfiere del nero · c7 pedone del nero · d7 pedone del nero · e7 cavallo del nero · f7 pedone del nero · h7 pedone del nero · b6 alfiere del nero · c6 cavallo del nero · f6 pedone del bianco · a4 donna del bianco · a3 alfiere del bianco · c3 pedone del bianco · d3 alfiere del bianco · f3 donna del nero · a2 pedone del bianco · f2 pedone del bianco · g2 pedone del bianco · h2 pedone del bianco · d1 torre del bianco · e1 torre del bianco · g1 re del bianco | b8 torre del nero · e8 re del nero · g8 torre del nero · a7 pedone del nero · b7 alfiere del nero · c7 pedone del nero · d7 pedone del nero · e7 cavallo del nero · f7 pedone del nero · h7 pedone del nero · b6 alfiere del nero · c6 cavallo del nero · f6 pedone del bianco · a4 donna del bianco · a3 alfiere del bianco · c3 pedone del bianco · d3 alfiere del bianco · f3 donna del nero · a2 pedone del bianco · f2 pedone del bianco · g2 pedone del bianco · h2 pedone del bianco · d1 torre del bianco · e1 torre del bianco · g1 re del bianco | b8 torre del nero · e8 re del nero · g8 torre del nero · a7 pedone del nero · b7 alfiere del nero · c7 pedone del nero · d7 pedone del nero · e7 cavallo del nero · f7 pedone del nero · h7 pedone del nero · b6 alfiere del nero · c6 cavallo del nero · f6 pedone del bianco · a4 donna del bianco · a3 alfiere del bianco · c3 pedone del bianco · d3 alfiere del bianco · f3 donna del nero · a2 pedone del bianco · f2 pedone del bianco · g2 pedone del bianco · h2 pedone del bianco · d1 torre del bianco · e1 torre del bianco · g1 re del bianco | b8 torre del nero · e8 re del nero · g8 torre del nero · a7 pedone del nero · b7 alfiere del nero · c7 pedone del nero · d7 pedone del nero · e7 cavallo del nero · f7 pedone del nero · h7 pedone del nero · b6 alfiere del nero · c6 cavallo del nero · f6 pedone del bianco · a4 donna del bianco · a3 alfiere del bianco · c3 pedone del bianco · d3 alfiere del bianco · f3 donna del nero · a2 pedone del bianco · f2 pedone del bianco · g2 pedone del bianco · h2 pedone del bianco · d1 torre del bianco · e1 torre del bianco · g1 re del bianco | 7 |
| 6 | b8 torre del nero · e8 re del nero · g8 torre del nero · a7 pedone del nero · b7 alfiere del nero · c7 pedone del nero · d7 pedone del nero · e7 cavallo del nero · f7 pedone del nero · h7 pedone del nero · b6 alfiere del nero · c6 cavallo del nero · f6 pedone del bianco · a4 donna del bianco · a3 alfiere del bianco · c3 pedone del bianco · d3 alfiere del bianco · f3 donna del nero · a2 pedone del bianco · f2 pedone del bianco · g2 pedone del bianco · h2 pedone del bianco · d1 torre del bianco · e1 torre del bianco · g1 re del bianco | b8 torre del nero · e8 re del nero · g8 torre del nero · a7 pedone del nero · b7 alfiere del nero · c7 pedone del nero · d7 pedone del nero · e7 cavallo del nero · f7 pedone del nero · h7 pedone del nero · b6 alfiere del nero · c6 cavallo del nero · f6 pedone del bianco · a4 donna del bianco · a3 alfiere del bianco · c3 pedone del bianco · d3 alfiere del bianco · f3 donna del nero · a2 pedone del bianco · f2 pedone del bianco · g2 pedone del bianco · h2 pedone del bianco · d1 torre del bianco · e1 torre del bianco · g1 re del bianco | b8 torre del nero · e8 re del nero · g8 torre del nero · a7 pedone del nero · b7 alfiere del nero · c7 pedone del nero · d7 pedone del nero · e7 cavallo del nero · f7 pedone del nero · h7 pedone del nero · b6 alfiere del nero · c6 cavallo del nero · f6 pedone del bianco · a4 donna del bianco · a3 alfiere del bianco · c3 pedone del bianco · d3 alfiere del bianco · f3 donna del nero · a2 pedone del bianco · f2 pedone del bianco · g2 pedone del bianco · h2 pedone del bianco · d1 torre del bianco · e1 torre del bianco · g1 re del bianco | b8 torre del nero · e8 re del nero · g8 torre del nero · a7 pedone del nero · b7 alfiere del nero · c7 pedone del nero · d7 pedone del nero · e7 cavallo del nero · f7 pedone del nero · h7 pedone del nero · b6 alfiere del nero · c6 cavallo del nero · f6 pedone del bianco · a4 donna del bianco · a3 alfiere del bianco · c3 pedone del bianco · d3 alfiere del bianco · f3 donna del nero · a2 pedone del bianco · f2 pedone del bianco · g2 pedone del bianco · h2 pedone del bianco · d1 torre del bianco · e1 torre del bianco · g1 re del bianco | b8 torre del nero · e8 re del nero · g8 torre del nero · a7 pedone del nero · b7 alfiere del nero · c7 pedone del nero · d7 pedone del nero · e7 cavallo del nero · f7 pedone del nero · h7 pedone del nero · b6 alfiere del nero · c6 cavallo del nero · f6 pedone del bianco · a4 donna del bianco · a3 alfiere del bianco · c3 pedone del bianco · d3 alfiere del bianco · f3 donna del nero · a2 pedone del bianco · f2 pedone del bianco · g2 pedone del bianco · h2 pedone del bianco · d1 torre del bianco · e1 torre del bianco · g1 re del bianco | b8 torre del nero · e8 re del nero · g8 torre del nero · a7 pedone del nero · b7 alfiere del nero · c7 pedone del nero · d7 pedone del nero · e7 cavallo del nero · f7 pedone del nero · h7 pedone del nero · b6 alfiere del nero · c6 cavallo del nero · f6 pedone del bianco · a4 donna del bianco · a3 alfiere del bianco · c3 pedone del bianco · d3 alfiere del bianco · f3 donna del nero · a2 pedone del bianco · f2 pedone del bianco · g2 pedone del bianco · h2 pedone del bianco · d1 torre del bianco · e1 torre del bianco · g1 re del bianco | b8 torre del nero · e8 re del nero · g8 torre del nero · a7 pedone del nero · b7 alfiere del nero · c7 pedone del nero · d7 pedone del nero · e7 cavallo del nero · f7 pedone del nero · h7 pedone del nero · b6 alfiere del nero · c6 cavallo del nero · f6 pedone del bianco · a4 donna del bianco · a3 alfiere del bianco · c3 pedone del bianco · d3 alfiere del bianco · f3 donna del nero · a2 pedone del bianco · f2 pedone del bianco · g2 pedone del bianco · h2 pedone del bianco · d1 torre del bianco · e1 torre del bianco · g1 re del bianco | b8 torre del nero · e8 re del nero · g8 torre del nero · a7 pedone del nero · b7 alfiere del nero · c7 pedone del nero · d7 pedone del nero · e7 cavallo del nero · f7 pedone del nero · h7 pedone del nero · b6 alfiere del nero · c6 cavallo del nero · f6 pedone del bianco · a4 donna del bianco · a3 alfiere del bianco · c3 pedone del bianco · d3 alfiere del bianco · f3 donna del nero · a2 pedone del bianco · f2 pedone del bianco · g2 pedone del bianco · h2 pedone del bianco · d1 torre del bianco · e1 torre del bianco · g1 re del bianco | 6 |
| 5 | b8 torre del nero · e8 re del nero · g8 torre del nero · a7 pedone del nero · b7 alfiere del nero · c7 pedone del nero · d7 pedone del nero · e7 cavallo del nero · f7 pedone del nero · h7 pedone del nero · b6 alfiere del nero · c6 cavallo del nero · f6 pedone del bianco · a4 donna del bianco · a3 alfiere del bianco · c3 pedone del bianco · d3 alfiere del bianco · f3 donna del nero · a2 pedone del bianco · f2 pedone del bianco · g2 pedone del bianco · h2 pedone del bianco · d1 torre del bianco · e1 torre del bianco · g1 re del bianco | b8 torre del nero · e8 re del nero · g8 torre del nero · a7 pedone del nero · b7 alfiere del nero · c7 pedone del nero · d7 pedone del nero · e7 cavallo del nero · f7 pedone del nero · h7 pedone del nero · b6 alfiere del nero · c6 cavallo del nero · f6 pedone del bianco · a4 donna del bianco · a3 alfiere del bianco · c3 pedone del bianco · d3 alfiere del bianco · f3 donna del nero · a2 pedone del bianco · f2 pedone del bianco · g2 pedone del bianco · h2 pedone del bianco · d1 torre del bianco · e1 torre del bianco · g1 re del bianco | b8 torre del nero · e8 re del nero · g8 torre del nero · a7 pedone del nero · b7 alfiere del nero · c7 pedone del nero · d7 pedone del nero · e7 cavallo del nero · f7 pedone del nero · h7 pedone del nero · b6 alfiere del nero · c6 cavallo del nero · f6 pedone del bianco · a4 donna del bianco · a3 alfiere del bianco · c3 pedone del bianco · d3 alfiere del bianco · f3 donna del nero · a2 pedone del bianco · f2 pedone del bianco · g2 pedone del bianco · h2 pedone del bianco · d1 torre del bianco · e1 torre del bianco · g1 re del bianco | b8 torre del nero · e8 re del nero · g8 torre del nero · a7 pedone del nero · b7 alfiere del nero · c7 pedone del nero · d7 pedone del nero · e7 cavallo del nero · f7 pedone del nero · h7 pedone del nero · b6 alfiere del nero · c6 cavallo del nero · f6 pedone del bianco · a4 donna del bianco · a3 alfiere del bianco · c3 pedone del bianco · d3 alfiere del bianco · f3 donna del nero · a2 pedone del bianco · f2 pedone del bianco · g2 pedone del bianco · h2 pedone del bianco · d1 torre del bianco · e1 torre del bianco · g1 re del bianco | b8 torre del nero · e8 re del nero · g8 torre del nero · a7 pedone del nero · b7 alfiere del nero · c7 pedone del nero · d7 pedone del nero · e7 cavallo del nero · f7 pedone del nero · h7 pedone del nero · b6 alfiere del nero · c6 cavallo del nero · f6 pedone del bianco · a4 donna del bianco · a3 alfiere del bianco · c3 pedone del bianco · d3 alfiere del bianco · f3 donna del nero · a2 pedone del bianco · f2 pedone del bianco · g2 pedone del bianco · h2 pedone del bianco · d1 torre del bianco · e1 torre del bianco · g1 re del bianco | b8 torre del nero · e8 re del nero · g8 torre del nero · a7 pedone del nero · b7 alfiere del nero · c7 pedone del nero · d7 pedone del nero · e7 cavallo del nero · f7 pedone del nero · h7 pedone del nero · b6 alfiere del nero · c6 cavallo del nero · f6 pedone del bianco · a4 donna del bianco · a3 alfiere del bianco · c3 pedone del bianco · d3 alfiere del bianco · f3 donna del nero · a2 pedone del bianco · f2 pedone del bianco · g2 pedone del bianco · h2 pedone del bianco · d1 torre del bianco · e1 torre del bianco · g1 re del bianco | b8 torre del nero · e8 re del nero · g8 torre del nero · a7 pedone del nero · b7 alfiere del nero · c7 pedone del nero · d7 pedone del nero · e7 cavallo del nero · f7 pedone del nero · h7 pedone del nero · b6 alfiere del nero · c6 cavallo del nero · f6 pedone del bianco · a4 donna del bianco · a3 alfiere del bianco · c3 pedone del bianco · d3 alfiere del bianco · f3 donna del nero · a2 pedone del bianco · f2 pedone del bianco · g2 pedone del bianco · h2 pedone del bianco · d1 torre del bianco · e1 torre del bianco · g1 re del bianco | b8 torre del nero · e8 re del nero · g8 torre del nero · a7 pedone del nero · b7 alfiere del nero · c7 pedone del nero · d7 pedone del nero · e7 cavallo del nero · f7 pedone del nero · h7 pedone del nero · b6 alfiere del nero · c6 cavallo del nero · f6 pedone del bianco · a4 donna del bianco · a3 alfiere del bianco · c3 pedone del bianco · d3 alfiere del bianco · f3 donna del nero · a2 pedone del bianco · f2 pedone del bianco · g2 pedone del bianco · h2 pedone del bianco · d1 torre del bianco · e1 torre del bianco · g1 re del bianco | 5 |
| 4 | b8 torre del nero · e8 re del nero · g8 torre del nero · a7 pedone del nero · b7 alfiere del nero · c7 pedone del nero · d7 pedone del nero · e7 cavallo del nero · f7 pedone del nero · h7 pedone del nero · b6 alfiere del nero · c6 cavallo del nero · f6 pedone del bianco · a4 donna del bianco · a3 alfiere del bianco · c3 pedone del bianco · d3 alfiere del bianco · f3 donna del nero · a2 pedone del bianco · f2 pedone del bianco · g2 pedone del bianco · h2 pedone del bianco · d1 torre del bianco · e1 torre del bianco · g1 re del bianco | b8 torre del nero · e8 re del nero · g8 torre del nero · a7 pedone del nero · b7 alfiere del nero · c7 pedone del nero · d7 pedone del nero · e7 cavallo del nero · f7 pedone del nero · h7 pedone del nero · b6 alfiere del nero · c6 cavallo del nero · f6 pedone del bianco · a4 donna del bianco · a3 alfiere del bianco · c3 pedone del bianco · d3 alfiere del bianco · f3 donna del nero · a2 pedone del bianco · f2 pedone del bianco · g2 pedone del bianco · h2 pedone del bianco · d1 torre del bianco · e1 torre del bianco · g1 re del bianco | b8 torre del nero · e8 re del nero · g8 torre del nero · a7 pedone del nero · b7 alfiere del nero · c7 pedone del nero · d7 pedone del nero · e7 cavallo del nero · f7 pedone del nero · h7 pedone del nero · b6 alfiere del nero · c6 cavallo del nero · f6 pedone del bianco · a4 donna del bianco · a3 alfiere del bianco · c3 pedone del bianco · d3 alfiere del bianco · f3 donna del nero · a2 pedone del bianco · f2 pedone del bianco · g2 pedone del bianco · h2 pedone del bianco · d1 torre del bianco · e1 torre del bianco · g1 re del bianco | b8 torre del nero · e8 re del nero · g8 torre del nero · a7 pedone del nero · b7 alfiere del nero · c7 pedone del nero · d7 pedone del nero · e7 cavallo del nero · f7 pedone del nero · h7 pedone del nero · b6 alfiere del nero · c6 cavallo del nero · f6 pedone del bianco · a4 donna del bianco · a3 alfiere del bianco · c3 pedone del bianco · d3 alfiere del bianco · f3 donna del nero · a2 pedone del bianco · f2 pedone del bianco · g2 pedone del bianco · h2 pedone del bianco · d1 torre del bianco · e1 torre del bianco · g1 re del bianco | b8 torre del nero · e8 re del nero · g8 torre del nero · a7 pedone del nero · b7 alfiere del nero · c7 pedone del nero · d7 pedone del nero · e7 cavallo del nero · f7 pedone del nero · h7 pedone del nero · b6 alfiere del nero · c6 cavallo del nero · f6 pedone del bianco · a4 donna del bianco · a3 alfiere del bianco · c3 pedone del bianco · d3 alfiere del bianco · f3 donna del nero · a2 pedone del bianco · f2 pedone del bianco · g2 pedone del bianco · h2 pedone del bianco · d1 torre del bianco · e1 torre del bianco · g1 re del bianco | b8 torre del nero · e8 re del nero · g8 torre del nero · a7 pedone del nero · b7 alfiere del nero · c7 pedone del nero · d7 pedone del nero · e7 cavallo del nero · f7 pedone del nero · h7 pedone del nero · b6 alfiere del nero · c6 cavallo del nero · f6 pedone del bianco · a4 donna del bianco · a3 alfiere del bianco · c3 pedone del bianco · d3 alfiere del bianco · f3 donna del nero · a2 pedone del bianco · f2 pedone del bianco · g2 pedone del bianco · h2 pedone del bianco · d1 torre del bianco · e1 torre del bianco · g1 re del bianco | b8 torre del nero · e8 re del nero · g8 torre del nero · a7 pedone del nero · b7 alfiere del nero · c7 pedone del nero · d7 pedone del nero · e7 cavallo del nero · f7 pedone del nero · h7 pedone del nero · b6 alfiere del nero · c6 cavallo del nero · f6 pedone del bianco · a4 donna del bianco · a3 alfiere del bianco · c3 pedone del bianco · d3 alfiere del bianco · f3 donna del nero · a2 pedone del bianco · f2 pedone del bianco · g2 pedone del bianco · h2 pedone del bianco · d1 torre del bianco · e1 torre del bianco · g1 re del bianco | b8 torre del nero · e8 re del nero · g8 torre del nero · a7 pedone del nero · b7 alfiere del nero · c7 pedone del nero · d7 pedone del nero · e7 cavallo del nero · f7 pedone del nero · h7 pedone del nero · b6 alfiere del nero · c6 cavallo del nero · f6 pedone del bianco · a4 donna del bianco · a3 alfiere del bianco · c3 pedone del bianco · d3 alfiere del bianco · f3 donna del nero · a2 pedone del bianco · f2 pedone del bianco · g2 pedone del bianco · h2 pedone del bianco · d1 torre del bianco · e1 torre del bianco · g1 re del bianco | 4 |
| 3 | b8 torre del nero · e8 re del nero · g8 torre del nero · a7 pedone del nero · b7 alfiere del nero · c7 pedone del nero · d7 pedone del nero · e7 cavallo del nero · f7 pedone del nero · h7 pedone del nero · b6 alfiere del nero · c6 cavallo del nero · f6 pedone del bianco · a4 donna del bianco · a3 alfiere del bianco · c3 pedone del bianco · d3 alfiere del bianco · f3 donna del nero · a2 pedone del bianco · f2 pedone del bianco · g2 pedone del bianco · h2 pedone del bianco · d1 torre del bianco · e1 torre del bianco · g1 re del bianco | b8 torre del nero · e8 re del nero · g8 torre del nero · a7 pedone del nero · b7 alfiere del nero · c7 pedone del nero · d7 pedone del nero · e7 cavallo del nero · f7 pedone del nero · h7 pedone del nero · b6 alfiere del nero · c6 cavallo del nero · f6 pedone del bianco · a4 donna del bianco · a3 alfiere del bianco · c3 pedone del bianco · d3 alfiere del bianco · f3 donna del nero · a2 pedone del bianco · f2 pedone del bianco · g2 pedone del bianco · h2 pedone del bianco · d1 torre del bianco · e1 torre del bianco · g1 re del bianco | b8 torre del nero · e8 re del nero · g8 torre del nero · a7 pedone del nero · b7 alfiere del nero · c7 pedone del nero · d7 pedone del nero · e7 cavallo del nero · f7 pedone del nero · h7 pedone del nero · b6 alfiere del nero · c6 cavallo del nero · f6 pedone del bianco · a4 donna del bianco · a3 alfiere del bianco · c3 pedone del bianco · d3 alfiere del bianco · f3 donna del nero · a2 pedone del bianco · f2 pedone del bianco · g2 pedone del bianco · h2 pedone del bianco · d1 torre del bianco · e1 torre del bianco · g1 re del bianco | b8 torre del nero · e8 re del nero · g8 torre del nero · a7 pedone del nero · b7 alfiere del nero · c7 pedone del nero · d7 pedone del nero · e7 cavallo del nero · f7 pedone del nero · h7 pedone del nero · b6 alfiere del nero · c6 cavallo del nero · f6 pedone del bianco · a4 donna del bianco · a3 alfiere del bianco · c3 pedone del bianco · d3 alfiere del bianco · f3 donna del nero · a2 pedone del bianco · f2 pedone del bianco · g2 pedone del bianco · h2 pedone del bianco · d1 torre del bianco · e1 torre del bianco · g1 re del bianco | b8 torre del nero · e8 re del nero · g8 torre del nero · a7 pedone del nero · b7 alfiere del nero · c7 pedone del nero · d7 pedone del nero · e7 cavallo del nero · f7 pedone del nero · h7 pedone del nero · b6 alfiere del nero · c6 cavallo del nero · f6 pedone del bianco · a4 donna del bianco · a3 alfiere del bianco · c3 pedone del bianco · d3 alfiere del bianco · f3 donna del nero · a2 pedone del bianco · f2 pedone del bianco · g2 pedone del bianco · h2 pedone del bianco · d1 torre del bianco · e1 torre del bianco · g1 re del bianco | b8 torre del nero · e8 re del nero · g8 torre del nero · a7 pedone del nero · b7 alfiere del nero · c7 pedone del nero · d7 pedone del nero · e7 cavallo del nero · f7 pedone del nero · h7 pedone del nero · b6 alfiere del nero · c6 cavallo del nero · f6 pedone del bianco · a4 donna del bianco · a3 alfiere del bianco · c3 pedone del bianco · d3 alfiere del bianco · f3 donna del nero · a2 pedone del bianco · f2 pedone del bianco · g2 pedone del bianco · h2 pedone del bianco · d1 torre del bianco · e1 torre del bianco · g1 re del bianco | b8 torre del nero · e8 re del nero · g8 torre del nero · a7 pedone del nero · b7 alfiere del nero · c7 pedone del nero · d7 pedone del nero · e7 cavallo del nero · f7 pedone del nero · h7 pedone del nero · b6 alfiere del nero · c6 cavallo del nero · f6 pedone del bianco · a4 donna del bianco · a3 alfiere del bianco · c3 pedone del bianco · d3 alfiere del bianco · f3 donna del nero · a2 pedone del bianco · f2 pedone del bianco · g2 pedone del bianco · h2 pedone del bianco · d1 torre del bianco · e1 torre del bianco · g1 re del bianco | b8 torre del nero · e8 re del nero · g8 torre del nero · a7 pedone del nero · b7 alfiere del nero · c7 pedone del nero · d7 pedone del nero · e7 cavallo del nero · f7 pedone del nero · h7 pedone del nero · b6 alfiere del nero · c6 cavallo del nero · f6 pedone del bianco · a4 donna del bianco · a3 alfiere del bianco · c3 pedone del bianco · d3 alfiere del bianco · f3 donna del nero · a2 pedone del bianco · f2 pedone del bianco · g2 pedone del bianco · h2 pedone del bianco · d1 torre del bianco · e1 torre del bianco · g1 re del bianco | 3 |
| 2 | b8 torre del nero · e8 re del nero · g8 torre del nero · a7 pedone del nero · b7 alfiere del nero · c7 pedone del nero · d7 pedone del nero · e7 cavallo del nero · f7 pedone del nero · h7 pedone del nero · b6 alfiere del nero · c6 cavallo del nero · f6 pedone del bianco · a4 donna del bianco · a3 alfiere del bianco · c3 pedone del bianco · d3 alfiere del bianco · f3 donna del nero · a2 pedone del bianco · f2 pedone del bianco · g2 pedone del bianco · h2 pedone del bianco · d1 torre del bianco · e1 torre del bianco · g1 re del bianco | b8 torre del nero · e8 re del nero · g8 torre del nero · a7 pedone del nero · b7 alfiere del nero · c7 pedone del nero · d7 pedone del nero · e7 cavallo del nero · f7 pedone del nero · h7 pedone del nero · b6 alfiere del nero · c6 cavallo del nero · f6 pedone del bianco · a4 donna del bianco · a3 alfiere del bianco · c3 pedone del bianco · d3 alfiere del bianco · f3 donna del nero · a2 pedone del bianco · f2 pedone del bianco · g2 pedone del bianco · h2 pedone del bianco · d1 torre del bianco · e1 torre del bianco · g1 re del bianco | b8 torre del nero · e8 re del nero · g8 torre del nero · a7 pedone del nero · b7 alfiere del nero · c7 pedone del nero · d7 pedone del nero · e7 cavallo del nero · f7 pedone del nero · h7 pedone del nero · b6 alfiere del nero · c6 cavallo del nero · f6 pedone del bianco · a4 donna del bianco · a3 alfiere del bianco · c3 pedone del bianco · d3 alfiere del bianco · f3 donna del nero · a2 pedone del bianco · f2 pedone del bianco · g2 pedone del bianco · h2 pedone del bianco · d1 torre del bianco · e1 torre del bianco · g1 re del bianco | b8 torre del nero · e8 re del nero · g8 torre del nero · a7 pedone del nero · b7 alfiere del nero · c7 pedone del nero · d7 pedone del nero · e7 cavallo del nero · f7 pedone del nero · h7 pedone del nero · b6 alfiere del nero · c6 cavallo del nero · f6 pedone del bianco · a4 donna del bianco · a3 alfiere del bianco · c3 pedone del bianco · d3 alfiere del bianco · f3 donna del nero · a2 pedone del bianco · f2 pedone del bianco · g2 pedone del bianco · h2 pedone del bianco · d1 torre del bianco · e1 torre del bianco · g1 re del bianco | b8 torre del nero · e8 re del nero · g8 torre del nero · a7 pedone del nero · b7 alfiere del nero · c7 pedone del nero · d7 pedone del nero · e7 cavallo del nero · f7 pedone del nero · h7 pedone del nero · b6 alfiere del nero · c6 cavallo del nero · f6 pedone del bianco · a4 donna del bianco · a3 alfiere del bianco · c3 pedone del bianco · d3 alfiere del bianco · f3 donna del nero · a2 pedone del bianco · f2 pedone del bianco · g2 pedone del bianco · h2 pedone del bianco · d1 torre del bianco · e1 torre del bianco · g1 re del bianco | b8 torre del nero · e8 re del nero · g8 torre del nero · a7 pedone del nero · b7 alfiere del nero · c7 pedone del nero · d7 pedone del nero · e7 cavallo del nero · f7 pedone del nero · h7 pedone del nero · b6 alfiere del nero · c6 cavallo del nero · f6 pedone del bianco · a4 donna del bianco · a3 alfiere del bianco · c3 pedone del bianco · d3 alfiere del bianco · f3 donna del nero · a2 pedone del bianco · f2 pedone del bianco · g2 pedone del bianco · h2 pedone del bianco · d1 torre del bianco · e1 torre del bianco · g1 re del bianco | b8 torre del nero · e8 re del nero · g8 torre del nero · a7 pedone del nero · b7 alfiere del nero · c7 pedone del nero · d7 pedone del nero · e7 cavallo del nero · f7 pedone del nero · h7 pedone del nero · b6 alfiere del nero · c6 cavallo del nero · f6 pedone del bianco · a4 donna del bianco · a3 alfiere del bianco · c3 pedone del bianco · d3 alfiere del bianco · f3 donna del nero · a2 pedone del bianco · f2 pedone del bianco · g2 pedone del bianco · h2 pedone del bianco · d1 torre del bianco · e1 torre del bianco · g1 re del bianco | b8 torre del nero · e8 re del nero · g8 torre del nero · a7 pedone del nero · b7 alfiere del nero · c7 pedone del nero · d7 pedone del nero · e7 cavallo del nero · f7 pedone del nero · h7 pedone del nero · b6 alfiere del nero · c6 cavallo del nero · f6 pedone del bianco · a4 donna del bianco · a3 alfiere del bianco · c3 pedone del bianco · d3 alfiere del bianco · f3 donna del nero · a2 pedone del bianco · f2 pedone del bianco · g2 pedone del bianco · h2 pedone del bianco · d1 torre del bianco · e1 torre del bianco · g1 re del bianco | 2 |
| 1 | b8 torre del nero · e8 re del nero · g8 torre del nero · a7 pedone del nero · b7 alfiere del nero · c7 pedone del nero · d7 pedone del nero · e7 cavallo del nero · f7 pedone del nero · h7 pedone del nero · b6 alfiere del nero · c6 cavallo del nero · f6 pedone del bianco · a4 donna del bianco · a3 alfiere del bianco · c3 pedone del bianco · d3 alfiere del bianco · f3 donna del nero · a2 pedone del bianco · f2 pedone del bianco · g2 pedone del bianco · h2 pedone del bianco · d1 torre del bianco · e1 torre del bianco · g1 re del bianco | b8 torre del nero · e8 re del nero · g8 torre del nero · a7 pedone del nero · b7 alfiere del nero · c7 pedone del nero · d7 pedone del nero · e7 cavallo del nero · f7 pedone del nero · h7 pedone del nero · b6 alfiere del nero · c6 cavallo del nero · f6 pedone del bianco · a4 donna del bianco · a3 alfiere del bianco · c3 pedone del bianco · d3 alfiere del bianco · f3 donna del nero · a2 pedone del bianco · f2 pedone del bianco · g2 pedone del bianco · h2 pedone del bianco · d1 torre del bianco · e1 torre del bianco · g1 re del bianco | b8 torre del nero · e8 re del nero · g8 torre del nero · a7 pedone del nero · b7 alfiere del nero · c7 pedone del nero · d7 pedone del nero · e7 cavallo del nero · f7 pedone del nero · h7 pedone del nero · b6 alfiere del nero · c6 cavallo del nero · f6 pedone del bianco · a4 donna del bianco · a3 alfiere del bianco · c3 pedone del bianco · d3 alfiere del bianco · f3 donna del nero · a2 pedone del bianco · f2 pedone del bianco · g2 pedone del bianco · h2 pedone del bianco · d1 torre del bianco · e1 torre del bianco · g1 re del bianco | b8 torre del nero · e8 re del nero · g8 torre del nero · a7 pedone del nero · b7 alfiere del nero · c7 pedone del nero · d7 pedone del nero · e7 cavallo del nero · f7 pedone del nero · h7 pedone del nero · b6 alfiere del nero · c6 cavallo del nero · f6 pedone del bianco · a4 donna del bianco · a3 alfiere del bianco · c3 pedone del bianco · d3 alfiere del bianco · f3 donna del nero · a2 pedone del bianco · f2 pedone del bianco · g2 pedone del bianco · h2 pedone del bianco · d1 torre del bianco · e1 torre del bianco · g1 re del bianco | b8 torre del nero · e8 re del nero · g8 torre del nero · a7 pedone del nero · b7 alfiere del nero · c7 pedone del nero · d7 pedone del nero · e7 cavallo del nero · f7 pedone del nero · h7 pedone del nero · b6 alfiere del nero · c6 cavallo del nero · f6 pedone del bianco · a4 donna del bianco · a3 alfiere del bianco · c3 pedone del bianco · d3 alfiere del bianco · f3 donna del nero · a2 pedone del bianco · f2 pedone del bianco · g2 pedone del bianco · h2 pedone del bianco · d1 torre del bianco · e1 torre del bianco · g1 re del bianco | b8 torre del nero · e8 re del nero · g8 torre del nero · a7 pedone del nero · b7 alfiere del nero · c7 pedone del nero · d7 pedone del nero · e7 cavallo del nero · f7 pedone del nero · h7 pedone del nero · b6 alfiere del nero · c6 cavallo del nero · f6 pedone del bianco · a4 donna del bianco · a3 alfiere del bianco · c3 pedone del bianco · d3 alfiere del bianco · f3 donna del nero · a2 pedone del bianco · f2 pedone del bianco · g2 pedone del bianco · h2 pedone del bianco · d1 torre del bianco · e1 torre del bianco · g1 re del bianco | b8 torre del nero · e8 re del nero · g8 torre del nero · a7 pedone del nero · b7 alfiere del nero · c7 pedone del nero · d7 pedone del nero · e7 cavallo del nero · f7 pedone del nero · h7 pedone del nero · b6 alfiere del nero · c6 cavallo del nero · f6 pedone del bianco · a4 donna del bianco · a3 alfiere del bianco · c3 pedone del bianco · d3 alfiere del bianco · f3 donna del nero · a2 pedone del bianco · f2 pedone del bianco · g2 pedone del bianco · h2 pedone del bianco · d1 torre del bianco · e1 torre del bianco · g1 re del bianco | b8 torre del nero · e8 re del nero · g8 torre del nero · a7 pedone del nero · b7 alfiere del nero · c7 pedone del nero · d7 pedone del nero · e7 cavallo del nero · f7 pedone del nero · h7 pedone del nero · b6 alfiere del nero · c6 cavallo del nero · f6 pedone del bianco · a4 donna del bianco · a3 alfiere del bianco · c3 pedone del bianco · d3 alfiere del bianco · f3 donna del nero · a2 pedone del bianco · f2 pedone del bianco · g2 pedone del bianco · h2 pedone del bianco · d1 torre del bianco · e1 torre del bianco · g1 re del bianco | 1 |
|   | a | b | c | d | e | f | g | h |   |

|   | a | b | c | d | e | f | g | h |   |
| 8 | b8 torre del nero · f8 re del nero · g8 torre del nero · a7 pedone del nero · b7 alfiere del nero · c7 pedone del nero · d7 alfiere del bianco · e7 alfiere del bianco · f7 pedone del nero · h7 pedone del nero · b6 alfiere del nero · f6 pedone del bianco · c3 pedone del bianco · f3 donna del nero · a2 pedone del bianco · f2 pedone del bianco · g2 pedone del bianco · h2 pedone del bianco · d1 torre del bianco · g1 re del bianco | b8 torre del nero · f8 re del nero · g8 torre del nero · a7 pedone del nero · b7 alfiere del nero · c7 pedone del nero · d7 alfiere del bianco · e7 alfiere del bianco · f7 pedone del nero · h7 pedone del nero · b6 alfiere del nero · f6 pedone del bianco · c3 pedone del bianco · f3 donna del nero · a2 pedone del bianco · f2 pedone del bianco · g2 pedone del bianco · h2 pedone del bianco · d1 torre del bianco · g1 re del bianco | b8 torre del nero · f8 re del nero · g8 torre del nero · a7 pedone del nero · b7 alfiere del nero · c7 pedone del nero · d7 alfiere del bianco · e7 alfiere del bianco · f7 pedone del nero · h7 pedone del nero · b6 alfiere del nero · f6 pedone del bianco · c3 pedone del bianco · f3 donna del nero · a2 pedone del bianco · f2 pedone del bianco · g2 pedone del bianco · h2 pedone del bianco · d1 torre del bianco · g1 re del bianco | b8 torre del nero · f8 re del nero · g8 torre del nero · a7 pedone del nero · b7 alfiere del nero · c7 pedone del nero · d7 alfiere del bianco · e7 alfiere del bianco · f7 pedone del nero · h7 pedone del nero · b6 alfiere del nero · f6 pedone del bianco · c3 pedone del bianco · f3 donna del nero · a2 pedone del bianco · f2 pedone del bianco · g2 pedone del bianco · h2 pedone del bianco · d1 torre del bianco · g1 re del bianco | b8 torre del nero · f8 re del nero · g8 torre del nero · a7 pedone del nero · b7 alfiere del nero · c7 pedone del nero · d7 alfiere del bianco · e7 alfiere del bianco · f7 pedone del nero · h7 pedone del nero · b6 alfiere del nero · f6 pedone del bianco · c3 pedone del bianco · f3 donna del nero · a2 pedone del bianco · f2 pedone del bianco · g2 pedone del bianco · h2 pedone del bianco · d1 torre del bianco · g1 re del bianco | b8 torre del nero · f8 re del nero · g8 torre del nero · a7 pedone del nero · b7 alfiere del nero · c7 pedone del nero · d7 alfiere del bianco · e7 alfiere del bianco · f7 pedone del nero · h7 pedone del nero · b6 alfiere del nero · f6 pedone del bianco · c3 pedone del bianco · f3 donna del nero · a2 pedone del bianco · f2 pedone del bianco · g2 pedone del bianco · h2 pedone del bianco · d1 torre del bianco · g1 re del bianco | b8 torre del nero · f8 re del nero · g8 torre del nero · a7 pedone del nero · b7 alfiere del nero · c7 pedone del nero · d7 alfiere del bianco · e7 alfiere del bianco · f7 pedone del nero · h7 pedone del nero · b6 alfiere del nero · f6 pedone del bianco · c3 pedone del bianco · f3 donna del nero · a2 pedone del bianco · f2 pedone del bianco · g2 pedone del bianco · h2 pedone del bianco · d1 torre del bianco · g1 re del bianco | b8 torre del nero · f8 re del nero · g8 torre del nero · a7 pedone del nero · b7 alfiere del nero · c7 pedone del nero · d7 alfiere del bianco · e7 alfiere del bianco · f7 pedone del nero · h7 pedone del nero · b6 alfiere del nero · f6 pedone del bianco · c3 pedone del bianco · f3 donna del nero · a2 pedone del bianco · f2 pedone del bianco · g2 pedone del bianco · h2 pedone del bianco · d1 torre del bianco · g1 re del bianco | 8 |
| 7 | b8 torre del nero · f8 re del nero · g8 torre del nero · a7 pedone del nero · b7 alfiere del nero · c7 pedone del nero · d7 alfiere del bianco · e7 alfiere del bianco · f7 pedone del nero · h7 pedone del nero · b6 alfiere del nero · f6 pedone del bianco · c3 pedone del bianco · f3 donna del nero · a2 pedone del bianco · f2 pedone del bianco · g2 pedone del bianco · h2 pedone del bianco · d1 torre del bianco · g1 re del bianco | b8 torre del nero · f8 re del nero · g8 torre del nero · a7 pedone del nero · b7 alfiere del nero · c7 pedone del nero · d7 alfiere del bianco · e7 alfiere del bianco · f7 pedone del nero · h7 pedone del nero · b6 alfiere del nero · f6 pedone del bianco · c3 pedone del bianco · f3 donna del nero · a2 pedone del bianco · f2 pedone del bianco · g2 pedone del bianco · h2 pedone del bianco · d1 torre del bianco · g1 re del bianco | b8 torre del nero · f8 re del nero · g8 torre del nero · a7 pedone del nero · b7 alfiere del nero · c7 pedone del nero · d7 alfiere del bianco · e7 alfiere del bianco · f7 pedone del nero · h7 pedone del nero · b6 alfiere del nero · f6 pedone del bianco · c3 pedone del bianco · f3 donna del nero · a2 pedone del bianco · f2 pedone del bianco · g2 pedone del bianco · h2 pedone del bianco · d1 torre del bianco · g1 re del bianco | b8 torre del nero · f8 re del nero · g8 torre del nero · a7 pedone del nero · b7 alfiere del nero · c7 pedone del nero · d7 alfiere del bianco · e7 alfiere del bianco · f7 pedone del nero · h7 pedone del nero · b6 alfiere del nero · f6 pedone del bianco · c3 pedone del bianco · f3 donna del nero · a2 pedone del bianco · f2 pedone del bianco · g2 pedone del bianco · h2 pedone del bianco · d1 torre del bianco · g1 re del bianco | b8 torre del nero · f8 re del nero · g8 torre del nero · a7 pedone del nero · b7 alfiere del nero · c7 pedone del nero · d7 alfiere del bianco · e7 alfiere del bianco · f7 pedone del nero · h7 pedone del nero · b6 alfiere del nero · f6 pedone del bianco · c3 pedone del bianco · f3 donna del nero · a2 pedone del bianco · f2 pedone del bianco · g2 pedone del bianco · h2 pedone del bianco · d1 torre del bianco · g1 re del bianco | b8 torre del nero · f8 re del nero · g8 torre del nero · a7 pedone del nero · b7 alfiere del nero · c7 pedone del nero · d7 alfiere del bianco · e7 alfiere del bianco · f7 pedone del nero · h7 pedone del nero · b6 alfiere del nero · f6 pedone del bianco · c3 pedone del bianco · f3 donna del nero · a2 pedone del bianco · f2 pedone del bianco · g2 pedone del bianco · h2 pedone del bianco · d1 torre del bianco · g1 re del bianco | b8 torre del nero · f8 re del nero · g8 torre del nero · a7 pedone del nero · b7 alfiere del nero · c7 pedone del nero · d7 alfiere del bianco · e7 alfiere del bianco · f7 pedone del nero · h7 pedone del nero · b6 alfiere del nero · f6 pedone del bianco · c3 pedone del bianco · f3 donna del nero · a2 pedone del bianco · f2 pedone del bianco · g2 pedone del bianco · h2 pedone del bianco · d1 torre del bianco · g1 re del bianco | b8 torre del nero · f8 re del nero · g8 torre del nero · a7 pedone del nero · b7 alfiere del nero · c7 pedone del nero · d7 alfiere del bianco · e7 alfiere del bianco · f7 pedone del nero · h7 pedone del nero · b6 alfiere del nero · f6 pedone del bianco · c3 pedone del bianco · f3 donna del nero · a2 pedone del bianco · f2 pedone del bianco · g2 pedone del bianco · h2 pedone del bianco · d1 torre del bianco · g1 re del bianco | 7 |
| 6 | b8 torre del nero · f8 re del nero · g8 torre del nero · a7 pedone del nero · b7 alfiere del nero · c7 pedone del nero · d7 alfiere del bianco · e7 alfiere del bianco · f7 pedone del nero · h7 pedone del nero · b6 alfiere del nero · f6 pedone del bianco · c3 pedone del bianco · f3 donna del nero · a2 pedone del bianco · f2 pedone del bianco · g2 pedone del bianco · h2 pedone del bianco · d1 torre del bianco · g1 re del bianco | b8 torre del nero · f8 re del nero · g8 torre del nero · a7 pedone del nero · b7 alfiere del nero · c7 pedone del nero · d7 alfiere del bianco · e7 alfiere del bianco · f7 pedone del nero · h7 pedone del nero · b6 alfiere del nero · f6 pedone del bianco · c3 pedone del bianco · f3 donna del nero · a2 pedone del bianco · f2 pedone del bianco · g2 pedone del bianco · h2 pedone del bianco · d1 torre del bianco · g1 re del bianco | b8 torre del nero · f8 re del nero · g8 torre del nero · a7 pedone del nero · b7 alfiere del nero · c7 pedone del nero · d7 alfiere del bianco · e7 alfiere del bianco · f7 pedone del nero · h7 pedone del nero · b6 alfiere del nero · f6 pedone del bianco · c3 pedone del bianco · f3 donna del nero · a2 pedone del bianco · f2 pedone del bianco · g2 pedone del bianco · h2 pedone del bianco · d1 torre del bianco · g1 re del bianco | b8 torre del nero · f8 re del nero · g8 torre del nero · a7 pedone del nero · b7 alfiere del nero · c7 pedone del nero · d7 alfiere del bianco · e7 alfiere del bianco · f7 pedone del nero · h7 pedone del nero · b6 alfiere del nero · f6 pedone del bianco · c3 pedone del bianco · f3 donna del nero · a2 pedone del bianco · f2 pedone del bianco · g2 pedone del bianco · h2 pedone del bianco · d1 torre del bianco · g1 re del bianco | b8 torre del nero · f8 re del nero · g8 torre del nero · a7 pedone del nero · b7 alfiere del nero · c7 pedone del nero · d7 alfiere del bianco · e7 alfiere del bianco · f7 pedone del nero · h7 pedone del nero · b6 alfiere del nero · f6 pedone del bianco · c3 pedone del bianco · f3 donna del nero · a2 pedone del bianco · f2 pedone del bianco · g2 pedone del bianco · h2 pedone del bianco · d1 torre del bianco · g1 re del bianco | b8 torre del nero · f8 re del nero · g8 torre del nero · a7 pedone del nero · b7 alfiere del nero · c7 pedone del nero · d7 alfiere del bianco · e7 alfiere del bianco · f7 pedone del nero · h7 pedone del nero · b6 alfiere del nero · f6 pedone del bianco · c3 pedone del bianco · f3 donna del nero · a2 pedone del bianco · f2 pedone del bianco · g2 pedone del bianco · h2 pedone del bianco · d1 torre del bianco · g1 re del bianco | b8 torre del nero · f8 re del nero · g8 torre del nero · a7 pedone del nero · b7 alfiere del nero · c7 pedone del nero · d7 alfiere del bianco · e7 alfiere del bianco · f7 pedone del nero · h7 pedone del nero · b6 alfiere del nero · f6 pedone del bianco · c3 pedone del bianco · f3 donna del nero · a2 pedone del bianco · f2 pedone del bianco · g2 pedone del bianco · h2 pedone del bianco · d1 torre del bianco · g1 re del bianco | b8 torre del nero · f8 re del nero · g8 torre del nero · a7 pedone del nero · b7 alfiere del nero · c7 pedone del nero · d7 alfiere del bianco · e7 alfiere del bianco · f7 pedone del nero · h7 pedone del nero · b6 alfiere del nero · f6 pedone del bianco · c3 pedone del bianco · f3 donna del nero · a2 pedone del bianco · f2 pedone del bianco · g2 pedone del bianco · h2 pedone del bianco · d1 torre del bianco · g1 re del bianco | 6 |
| 5 | b8 torre del nero · f8 re del nero · g8 torre del nero · a7 pedone del nero · b7 alfiere del nero · c7 pedone del nero · d7 alfiere del bianco · e7 alfiere del bianco · f7 pedone del nero · h7 pedone del nero · b6 alfiere del nero · f6 pedone del bianco · c3 pedone del bianco · f3 donna del nero · a2 pedone del bianco · f2 pedone del bianco · g2 pedone del bianco · h2 pedone del bianco · d1 torre del bianco · g1 re del bianco | b8 torre del nero · f8 re del nero · g8 torre del nero · a7 pedone del nero · b7 alfiere del nero · c7 pedone del nero · d7 alfiere del bianco · e7 alfiere del bianco · f7 pedone del nero · h7 pedone del nero · b6 alfiere del nero · f6 pedone del bianco · c3 pedone del bianco · f3 donna del nero · a2 pedone del bianco · f2 pedone del bianco · g2 pedone del bianco · h2 pedone del bianco · d1 torre del bianco · g1 re del bianco | b8 torre del nero · f8 re del nero · g8 torre del nero · a7 pedone del nero · b7 alfiere del nero · c7 pedone del nero · d7 alfiere del bianco · e7 alfiere del bianco · f7 pedone del nero · h7 pedone del nero · b6 alfiere del nero · f6 pedone del bianco · c3 pedone del bianco · f3 donna del nero · a2 pedone del bianco · f2 pedone del bianco · g2 pedone del bianco · h2 pedone del bianco · d1 torre del bianco · g1 re del bianco | b8 torre del nero · f8 re del nero · g8 torre del nero · a7 pedone del nero · b7 alfiere del nero · c7 pedone del nero · d7 alfiere del bianco · e7 alfiere del bianco · f7 pedone del nero · h7 pedone del nero · b6 alfiere del nero · f6 pedone del bianco · c3 pedone del bianco · f3 donna del nero · a2 pedone del bianco · f2 pedone del bianco · g2 pedone del bianco · h2 pedone del bianco · d1 torre del bianco · g1 re del bianco | b8 torre del nero · f8 re del nero · g8 torre del nero · a7 pedone del nero · b7 alfiere del nero · c7 pedone del nero · d7 alfiere del bianco · e7 alfiere del bianco · f7 pedone del nero · h7 pedone del nero · b6 alfiere del nero · f6 pedone del bianco · c3 pedone del bianco · f3 donna del nero · a2 pedone del bianco · f2 pedone del bianco · g2 pedone del bianco · h2 pedone del bianco · d1 torre del bianco · g1 re del bianco | b8 torre del nero · f8 re del nero · g8 torre del nero · a7 pedone del nero · b7 alfiere del nero · c7 pedone del nero · d7 alfiere del bianco · e7 alfiere del bianco · f7 pedone del nero · h7 pedone del nero · b6 alfiere del nero · f6 pedone del bianco · c3 pedone del bianco · f3 donna del nero · a2 pedone del bianco · f2 pedone del bianco · g2 pedone del bianco · h2 pedone del bianco · d1 torre del bianco · g1 re del bianco | b8 torre del nero · f8 re del nero · g8 torre del nero · a7 pedone del nero · b7 alfiere del nero · c7 pedone del nero · d7 alfiere del bianco · e7 alfiere del bianco · f7 pedone del nero · h7 pedone del nero · b6 alfiere del nero · f6 pedone del bianco · c3 pedone del bianco · f3 donna del nero · a2 pedone del bianco · f2 pedone del bianco · g2 pedone del bianco · h2 pedone del bianco · d1 torre del bianco · g1 re del bianco | b8 torre del nero · f8 re del nero · g8 torre del nero · a7 pedone del nero · b7 alfiere del nero · c7 pedone del nero · d7 alfiere del bianco · e7 alfiere del bianco · f7 pedone del nero · h7 pedone del nero · b6 alfiere del nero · f6 pedone del bianco · c3 pedone del bianco · f3 donna del nero · a2 pedone del bianco · f2 pedone del bianco · g2 pedone del bianco · h2 pedone del bianco · d1 torre del bianco · g1 re del bianco | 5 |
| 4 | b8 torre del nero · f8 re del nero · g8 torre del nero · a7 pedone del nero · b7 alfiere del nero · c7 pedone del nero · d7 alfiere del bianco · e7 alfiere del bianco · f7 pedone del nero · h7 pedone del nero · b6 alfiere del nero · f6 pedone del bianco · c3 pedone del bianco · f3 donna del nero · a2 pedone del bianco · f2 pedone del bianco · g2 pedone del bianco · h2 pedone del bianco · d1 torre del bianco · g1 re del bianco | b8 torre del nero · f8 re del nero · g8 torre del nero · a7 pedone del nero · b7 alfiere del nero · c7 pedone del nero · d7 alfiere del bianco · e7 alfiere del bianco · f7 pedone del nero · h7 pedone del nero · b6 alfiere del nero · f6 pedone del bianco · c3 pedone del bianco · f3 donna del nero · a2 pedone del bianco · f2 pedone del bianco · g2 pedone del bianco · h2 pedone del bianco · d1 torre del bianco · g1 re del bianco | b8 torre del nero · f8 re del nero · g8 torre del nero · a7 pedone del nero · b7 alfiere del nero · c7 pedone del nero · d7 alfiere del bianco · e7 alfiere del bianco · f7 pedone del nero · h7 pedone del nero · b6 alfiere del nero · f6 pedone del bianco · c3 pedone del bianco · f3 donna del nero · a2 pedone del bianco · f2 pedone del bianco · g2 pedone del bianco · h2 pedone del bianco · d1 torre del bianco · g1 re del bianco | b8 torre del nero · f8 re del nero · g8 torre del nero · a7 pedone del nero · b7 alfiere del nero · c7 pedone del nero · d7 alfiere del bianco · e7 alfiere del bianco · f7 pedone del nero · h7 pedone del nero · b6 alfiere del nero · f6 pedone del bianco · c3 pedone del bianco · f3 donna del nero · a2 pedone del bianco · f2 pedone del bianco · g2 pedone del bianco · h2 pedone del bianco · d1 torre del bianco · g1 re del bianco | b8 torre del nero · f8 re del nero · g8 torre del nero · a7 pedone del nero · b7 alfiere del nero · c7 pedone del nero · d7 alfiere del bianco · e7 alfiere del bianco · f7 pedone del nero · h7 pedone del nero · b6 alfiere del nero · f6 pedone del bianco · c3 pedone del bianco · f3 donna del nero · a2 pedone del bianco · f2 pedone del bianco · g2 pedone del bianco · h2 pedone del bianco · d1 torre del bianco · g1 re del bianco | b8 torre del nero · f8 re del nero · g8 torre del nero · a7 pedone del nero · b7 alfiere del nero · c7 pedone del nero · d7 alfiere del bianco · e7 alfiere del bianco · f7 pedone del nero · h7 pedone del nero · b6 alfiere del nero · f6 pedone del bianco · c3 pedone del bianco · f3 donna del nero · a2 pedone del bianco · f2 pedone del bianco · g2 pedone del bianco · h2 pedone del bianco · d1 torre del bianco · g1 re del bianco | b8 torre del nero · f8 re del nero · g8 torre del nero · a7 pedone del nero · b7 alfiere del nero · c7 pedone del nero · d7 alfiere del bianco · e7 alfiere del bianco · f7 pedone del nero · h7 pedone del nero · b6 alfiere del nero · f6 pedone del bianco · c3 pedone del bianco · f3 donna del nero · a2 pedone del bianco · f2 pedone del bianco · g2 pedone del bianco · h2 pedone del bianco · d1 torre del bianco · g1 re del bianco | b8 torre del nero · f8 re del nero · g8 torre del nero · a7 pedone del nero · b7 alfiere del nero · c7 pedone del nero · d7 alfiere del bianco · e7 alfiere del bianco · f7 pedone del nero · h7 pedone del nero · b6 alfiere del nero · f6 pedone del bianco · c3 pedone del bianco · f3 donna del nero · a2 pedone del bianco · f2 pedone del bianco · g2 pedone del bianco · h2 pedone del bianco · d1 torre del bianco · g1 re del bianco | 4 |
| 3 | b8 torre del nero · f8 re del nero · g8 torre del nero · a7 pedone del nero · b7 alfiere del nero · c7 pedone del nero · d7 alfiere del bianco · e7 alfiere del bianco · f7 pedone del nero · h7 pedone del nero · b6 alfiere del nero · f6 pedone del bianco · c3 pedone del bianco · f3 donna del nero · a2 pedone del bianco · f2 pedone del bianco · g2 pedone del bianco · h2 pedone del bianco · d1 torre del bianco · g1 re del bianco | b8 torre del nero · f8 re del nero · g8 torre del nero · a7 pedone del nero · b7 alfiere del nero · c7 pedone del nero · d7 alfiere del bianco · e7 alfiere del bianco · f7 pedone del nero · h7 pedone del nero · b6 alfiere del nero · f6 pedone del bianco · c3 pedone del bianco · f3 donna del nero · a2 pedone del bianco · f2 pedone del bianco · g2 pedone del bianco · h2 pedone del bianco · d1 torre del bianco · g1 re del bianco | b8 torre del nero · f8 re del nero · g8 torre del nero · a7 pedone del nero · b7 alfiere del nero · c7 pedone del nero · d7 alfiere del bianco · e7 alfiere del bianco · f7 pedone del nero · h7 pedone del nero · b6 alfiere del nero · f6 pedone del bianco · c3 pedone del bianco · f3 donna del nero · a2 pedone del bianco · f2 pedone del bianco · g2 pedone del bianco · h2 pedone del bianco · d1 torre del bianco · g1 re del bianco | b8 torre del nero · f8 re del nero · g8 torre del nero · a7 pedone del nero · b7 alfiere del nero · c7 pedone del nero · d7 alfiere del bianco · e7 alfiere del bianco · f7 pedone del nero · h7 pedone del nero · b6 alfiere del nero · f6 pedone del bianco · c3 pedone del bianco · f3 donna del nero · a2 pedone del bianco · f2 pedone del bianco · g2 pedone del bianco · h2 pedone del bianco · d1 torre del bianco · g1 re del bianco | b8 torre del nero · f8 re del nero · g8 torre del nero · a7 pedone del nero · b7 alfiere del nero · c7 pedone del nero · d7 alfiere del bianco · e7 alfiere del bianco · f7 pedone del nero · h7 pedone del nero · b6 alfiere del nero · f6 pedone del bianco · c3 pedone del bianco · f3 donna del nero · a2 pedone del bianco · f2 pedone del bianco · g2 pedone del bianco · h2 pedone del bianco · d1 torre del bianco · g1 re del bianco | b8 torre del nero · f8 re del nero · g8 torre del nero · a7 pedone del nero · b7 alfiere del nero · c7 pedone del nero · d7 alfiere del bianco · e7 alfiere del bianco · f7 pedone del nero · h7 pedone del nero · b6 alfiere del nero · f6 pedone del bianco · c3 pedone del bianco · f3 donna del nero · a2 pedone del bianco · f2 pedone del bianco · g2 pedone del bianco · h2 pedone del bianco · d1 torre del bianco · g1 re del bianco | b8 torre del nero · f8 re del nero · g8 torre del nero · a7 pedone del nero · b7 alfiere del nero · c7 pedone del nero · d7 alfiere del bianco · e7 alfiere del bianco · f7 pedone del nero · h7 pedone del nero · b6 alfiere del nero · f6 pedone del bianco · c3 pedone del bianco · f3 donna del nero · a2 pedone del bianco · f2 pedone del bianco · g2 pedone del bianco · h2 pedone del bianco · d1 torre del bianco · g1 re del bianco | b8 torre del nero · f8 re del nero · g8 torre del nero · a7 pedone del nero · b7 alfiere del nero · c7 pedone del nero · d7 alfiere del bianco · e7 alfiere del bianco · f7 pedone del nero · h7 pedone del nero · b6 alfiere del nero · f6 pedone del bianco · c3 pedone del bianco · f3 donna del nero · a2 pedone del bianco · f2 pedone del bianco · g2 pedone del bianco · h2 pedone del bianco · d1 torre del bianco · g1 re del bianco | 3 |
| 2 | b8 torre del nero · f8 re del nero · g8 torre del nero · a7 pedone del nero · b7 alfiere del nero · c7 pedone del nero · d7 alfiere del bianco · e7 alfiere del bianco · f7 pedone del nero · h7 pedone del nero · b6 alfiere del nero · f6 pedone del bianco · c3 pedone del bianco · f3 donna del nero · a2 pedone del bianco · f2 pedone del bianco · g2 pedone del bianco · h2 pedone del bianco · d1 torre del bianco · g1 re del bianco | b8 torre del nero · f8 re del nero · g8 torre del nero · a7 pedone del nero · b7 alfiere del nero · c7 pedone del nero · d7 alfiere del bianco · e7 alfiere del bianco · f7 pedone del nero · h7 pedone del nero · b6 alfiere del nero · f6 pedone del bianco · c3 pedone del bianco · f3 donna del nero · a2 pedone del bianco · f2 pedone del bianco · g2 pedone del bianco · h2 pedone del bianco · d1 torre del bianco · g1 re del bianco | b8 torre del nero · f8 re del nero · g8 torre del nero · a7 pedone del nero · b7 alfiere del nero · c7 pedone del nero · d7 alfiere del bianco · e7 alfiere del bianco · f7 pedone del nero · h7 pedone del nero · b6 alfiere del nero · f6 pedone del bianco · c3 pedone del bianco · f3 donna del nero · a2 pedone del bianco · f2 pedone del bianco · g2 pedone del bianco · h2 pedone del bianco · d1 torre del bianco · g1 re del bianco | b8 torre del nero · f8 re del nero · g8 torre del nero · a7 pedone del nero · b7 alfiere del nero · c7 pedone del nero · d7 alfiere del bianco · e7 alfiere del bianco · f7 pedone del nero · h7 pedone del nero · b6 alfiere del nero · f6 pedone del bianco · c3 pedone del bianco · f3 donna del nero · a2 pedone del bianco · f2 pedone del bianco · g2 pedone del bianco · h2 pedone del bianco · d1 torre del bianco · g1 re del bianco | b8 torre del nero · f8 re del nero · g8 torre del nero · a7 pedone del nero · b7 alfiere del nero · c7 pedone del nero · d7 alfiere del bianco · e7 alfiere del bianco · f7 pedone del nero · h7 pedone del nero · b6 alfiere del nero · f6 pedone del bianco · c3 pedone del bianco · f3 donna del nero · a2 pedone del bianco · f2 pedone del bianco · g2 pedone del bianco · h2 pedone del bianco · d1 torre del bianco · g1 re del bianco | b8 torre del nero · f8 re del nero · g8 torre del nero · a7 pedone del nero · b7 alfiere del nero · c7 pedone del nero · d7 alfiere del bianco · e7 alfiere del bianco · f7 pedone del nero · h7 pedone del nero · b6 alfiere del nero · f6 pedone del bianco · c3 pedone del bianco · f3 donna del nero · a2 pedone del bianco · f2 pedone del bianco · g2 pedone del bianco · h2 pedone del bianco · d1 torre del bianco · g1 re del bianco | b8 torre del nero · f8 re del nero · g8 torre del nero · a7 pedone del nero · b7 alfiere del nero · c7 pedone del nero · d7 alfiere del bianco · e7 alfiere del bianco · f7 pedone del nero · h7 pedone del nero · b6 alfiere del nero · f6 pedone del bianco · c3 pedone del bianco · f3 donna del nero · a2 pedone del bianco · f2 pedone del bianco · g2 pedone del bianco · h2 pedone del bianco · d1 torre del bianco · g1 re del bianco | b8 torre del nero · f8 re del nero · g8 torre del nero · a7 pedone del nero · b7 alfiere del nero · c7 pedone del nero · d7 alfiere del bianco · e7 alfiere del bianco · f7 pedone del nero · h7 pedone del nero · b6 alfiere del nero · f6 pedone del bianco · c3 pedone del bianco · f3 donna del nero · a2 pedone del bianco · f2 pedone del bianco · g2 pedone del bianco · h2 pedone del bianco · d1 torre del bianco · g1 re del bianco | 2 |
| 1 | b8 torre del nero · f8 re del nero · g8 torre del nero · a7 pedone del nero · b7 alfiere del nero · c7 pedone del nero · d7 alfiere del bianco · e7 alfiere del bianco · f7 pedone del nero · h7 pedone del nero · b6 alfiere del nero · f6 pedone del bianco · c3 pedone del bianco · f3 donna del nero · a2 pedone del bianco · f2 pedone del bianco · g2 pedone del bianco · h2 pedone del bianco · d1 torre del bianco · g1 re del bianco | b8 torre del nero · f8 re del nero · g8 torre del nero · a7 pedone del nero · b7 alfiere del nero · c7 pedone del nero · d7 alfiere del bianco · e7 alfiere del bianco · f7 pedone del nero · h7 pedone del nero · b6 alfiere del nero · f6 pedone del bianco · c3 pedone del bianco · f3 donna del nero · a2 pedone del bianco · f2 pedone del bianco · g2 pedone del bianco · h2 pedone del bianco · d1 torre del bianco · g1 re del bianco | b8 torre del nero · f8 re del nero · g8 torre del nero · a7 pedone del nero · b7 alfiere del nero · c7 pedone del nero · d7 alfiere del bianco · e7 alfiere del bianco · f7 pedone del nero · h7 pedone del nero · b6 alfiere del nero · f6 pedone del bianco · c3 pedone del bianco · f3 donna del nero · a2 pedone del bianco · f2 pedone del bianco · g2 pedone del bianco · h2 pedone del bianco · d1 torre del bianco · g1 re del bianco | b8 torre del nero · f8 re del nero · g8 torre del nero · a7 pedone del nero · b7 alfiere del nero · c7 pedone del nero · d7 alfiere del bianco · e7 alfiere del bianco · f7 pedone del nero · h7 pedone del nero · b6 alfiere del nero · f6 pedone del bianco · c3 pedone del bianco · f3 donna del nero · a2 pedone del bianco · f2 pedone del bianco · g2 pedone del bianco · h2 pedone del bianco · d1 torre del bianco · g1 re del bianco | b8 torre del nero · f8 re del nero · g8 torre del nero · a7 pedone del nero · b7 alfiere del nero · c7 pedone del nero · d7 alfiere del bianco · e7 alfiere del bianco · f7 pedone del nero · h7 pedone del nero · b6 alfiere del nero · f6 pedone del bianco · c3 pedone del bianco · f3 donna del nero · a2 pedone del bianco · f2 pedone del bianco · g2 pedone del bianco · h2 pedone del bianco · d1 torre del bianco · g1 re del bianco | b8 torre del nero · f8 re del nero · g8 torre del nero · a7 pedone del nero · b7 alfiere del nero · c7 pedone del nero · d7 alfiere del bianco · e7 alfiere del bianco · f7 pedone del nero · h7 pedone del nero · b6 alfiere del nero · f6 pedone del bianco · c3 pedone del bianco · f3 donna del nero · a2 pedone del bianco · f2 pedone del bianco · g2 pedone del bianco · h2 pedone del bianco · d1 torre del bianco · g1 re del bianco | b8 torre del nero · f8 re del nero · g8 torre del nero · a7 pedone del nero · b7 alfiere del nero · c7 pedone del nero · d7 alfiere del bianco · e7 alfiere del bianco · f7 pedone del nero · h7 pedone del nero · b6 alfiere del nero · f6 pedone del bianco · c3 pedone del bianco · f3 donna del nero · a2 pedone del bianco · f2 pedone del bianco · g2 pedone del bianco · h2 pedone del bianco · d1 torre del bianco · g1 re del bianco | b8 torre del nero · f8 re del nero · g8 torre del nero · a7 pedone del nero · b7 alfiere del nero · c7 pedone del nero · d7 alfiere del bianco · e7 alfiere del bianco · f7 pedone del nero · h7 pedone del nero · b6 alfiere del nero · f6 pedone del bianco · c3 pedone del bianco · f3 donna del nero · a2 pedone del bianco · f2 pedone del bianco · g2 pedone del bianco · h2 pedone del bianco · d1 torre del bianco · g1 re del bianco | 1 |
|   | a | b | c | d | e | f | g | h |   |